# 2014年の御嶽山噴火
2014年の御嶽山（おんたけさん）噴火は、日本の長野県・岐阜県の県境に位置する御嶽山（標高3,067メートル）において2014年（平成26年）9月27日11時52分（日本時間）に発生した火山噴火災害である。噴火警戒レベル1（平常）の段階で突如噴火したことなどの様々な要因（後述）により火口付近に居合わせた登山者ら58名が死亡し、発生後10年以上を経ても5名が行方不明である。噴火としては比較的小規模であるが、人的被害では第二次世界大戦後の日本における最悪の火山災害でもあった。

## 噴火活動の概要
| 噴火1年前（左）および噴火翌日（右）の衛星画像。アメリカ航空宇宙局「NASA Worldview」による。 |  | 噴火1年前（左）および噴火翌日（右）の衛星画像。アメリカ航空宇宙局「NASA Worldview」による。 |
| 噴火1年前（左）および噴火翌日（右）の衛星画像。アメリカ航空宇宙局「NASA Worldview」による。 |  |                                                                                             |

山頂の南西、地獄谷付近の地下にあった熱水溜まりが何らかの原因で過熱（あるいは減圧）したことにより急膨張した結果、突沸し噴出に至った。山岡耕春名古屋大学名誉教授（火山学・地震学）の推測によると、山頂下数百メートルの地下水が、火山深部のマグマ溜まりから上昇した火山ガスで高熱となって岩石の割れ目を広げつつ上へ向かい、地表近くに達して圧力が下がって沸騰し、水蒸気が岩石を吹き飛ばしつつ噴出した。割れ目の急拡大から噴火までは10分程度とみられ、気象庁による火山性微動の確認は噴火11分前、地殻変動の観測は7分前だった。
山頂付近で噴火に遭遇し生還した登山者によれば、「最初の噴出は岩がぶつかるような音で始まり、爆発音はなかった」との証言がある。防災科学技術研究所V-net観測点（田の原上：ONTA・田の原：ONTN）の空振計では、6ヘルツ以下の空振を観測している。
新たな火口は、1979年（昭和54年）噴火の火口列の南西250～300メートル付近の位置に平行に複数個が形成され、最初の噴火では火砕流も発生し、火口南西側の地獄谷を約3キロメートル程度流れ下り、火口北西側の尺ナンゾ谷も通ったことが観測された。
また、降下した火山灰を構成する粒子は大部分が変質岩片で構成され、マグマ由来の成分は検出されていないため、今回の噴火は水蒸気爆発と分析されている。日本国内において噴火災害で死者を出したのは、1991年（平成3年）6月3日の雲仙・普賢岳の大火砕流以来となり、死者数も雲仙・普賢岳の43人を超え、戦後最悪の58人となった。東京大学地震研究所助教授で火山学者の金子隆之は、噴石の初速を360メートル毎秒（時速1,296キロメートル、約マッハ1.05）、山頂付近での速度を300メートル毎秒（時速1,080キロメートル、約マッハ0.88）と推定している。
この噴火で形成された噴火口のうち最大のものは剣ヶ峰の南西、王滝頂上の北西にあり、長径100メートルに及ぶ。頂上北側にある二ノ池（標高約2900メートル）は、かつてエメラルドグリーン色の火山湖だったが、火山灰でほぼ埋まった。
主要要素
- 噴火時刻：2014年（平成26年）9月27日11時52分
- 噴火様式：水蒸気爆発（水蒸気噴火）
- 噴煙高度：火口から最大7,000メートルと推定[12]
- 火山噴出物：27日は推定50万トン[15][16]程度

今回の噴火規模は過去に日本で死傷者を出した他の火山噴火規模と比較すると決して大規模なものではなく、火山灰噴出量も2014年時点も噴火を続けている小笠原諸島・西之島の100分の1、1991年の雲仙普賢岳の400分の1でしかない。

### 前兆現象
噴火の約2週間前から火山性地震が増加していたが、発生していた地震のタイプは2007年と異なり火山性微動は観測されていなかった。しかし、噴火の約11分前と噴火直後の約30分間に北東に11キロメートル離れた高感度地震観測網の開田高感度地震観測施設（N.KADH）では火山性微動が観測されていたほか、7分前には傾斜計で山体が盛り上がる変位も観測されていた。
常設の地震計を設置している名古屋大学の観測チームによれば、噴火の前兆として阿蘇山などで観測される特徴的な長周期震動は観測されなかった。
一方、登山ガイドからは「硫化水素が普段より強かった」、山小屋従業員からは「噴気の勢いが強かった」などの証言が報道されている。しかし、別の調査では以前から風向きにより火山ガス臭を感じることがあり、噴火前の状況からは異常を感じなかったとする証言もある。

### 火砕流
滝越カメラの記録映像解析により、噴火直後の11時52分に上部斜面と西斜面の2か所でほぼ同時に発生し、地獄谷方向に約2キロメートルと兵衛谷方向に約1.5キロメートルの流下が確認された。谷筋を流下した速度は秒速8 - 20メートル程度で、ある程度の温度はあったと考えられているが、通過箇所の樹木の損傷、火災、炭化が認められないことから樹木を焦がすほどの温度ではなく、火砕流の初期温度は二次噴煙の上昇速度と到達高度などから100℃程度と推定されている。なお、登山道のない側の山腹で噴火し流下したため、火砕流による犠牲者は発生していない。
この火砕流は、4つの経過を経て流下し消滅した。
1. 噴火と同時に火砕流が発生し谷筋を流下。
2. 流下しながら空気を巻き込み、火砕流から二次噴煙が約2キロメートル上昇。
3. 二次噴煙の上昇が止まると二次噴煙の内部で下降流が生じる。
4. 降下した二次噴煙が広がり消滅。

### 2014年11月の現地調査
2014年（平成26年）11月8日、火山噴火予知連絡会御岳山総合観測班地質チームらによる、山頂付近の噴出物の現地状況調査が行われた。調査報告書によれば、山頂付近での噴出物は粘土質火山灰を主成分として最大厚み35センチメートル、直径20センチメートルから30センチメートルの噴石は火口から北方向に、1.3キロメートルまで到達していた。しかし、噴石の衝突痕跡や堆積物の地質情報は台風などの降雨と捜索活動による攪乱により失われ、採集と調査は凍結により十分に行えなかった。なお、現地調査の結果から、噴出量は前回1979年と同等の50万トン程度（噴火直後予測値の下限）とされた。

### 2015年6月の現地調査
2015年（平成27年）6月2日には、マルチコプター式無人機による火山性ガス（H2S、SO2、CO2、H2）濃度と温湿度調査が行われ、前回11月の無人機による調査と比較し、高温火山ガスの温度低下と噴出量減少が示唆されるデータが得られていた。
6月10日の火山噴火予知連絡会御嶽山総合観測班地質による現地調査では、前回の2014年（平成26年）11月8日の調査で立ち入っていない田の原から剣ケ峰にかけての、噴出物の分布と堆積状況の調査が行われた。報告によれば、雪解けと風雨による噴出物の浸食が予想されたが、おおむね2014年11月の状況と大きく変わらない状態で堆積物が残っていた。粘土質火山灰を主体とした噴出堆積物は王滝口9合目付近で 1.5センチメートル、王滝頂上および奥の院で 8センチメートル、八丁ダルミ周辺で急速に厚さを増し30 - 40センチメートルであった。なお、八丁ダルミから剣ヶ峰間および奥の院周辺は火山岩塊サイズの噴石を多く含み、王滝頂上から奥の院間では長径45センチ程度の噴石があった。また、八丁ダルミ付近での噴石の密度は、1平方メートルに直径10センチメートル以上の噴石の跡が1個以上あったとする見解が報道されている。

### 2017年8月の現地調査
噴火警戒レベル1への引き下げ（「時系列」参照）を受けて、長野県庁と岐阜県庁および山麓自治体の職員ら約20人で構成された御嶽山火山防災協議会のチームが2017年（平成29年）8月29、30両日に火口付近を調査した。火山灰が一ノ池周辺の登山道では最大70センチメートル程度、山頂付近では10 - 20センチメートル程度積もり、山頂付近の半ば崩壊した山小屋内部にも入り込んでいた。

## 時系列

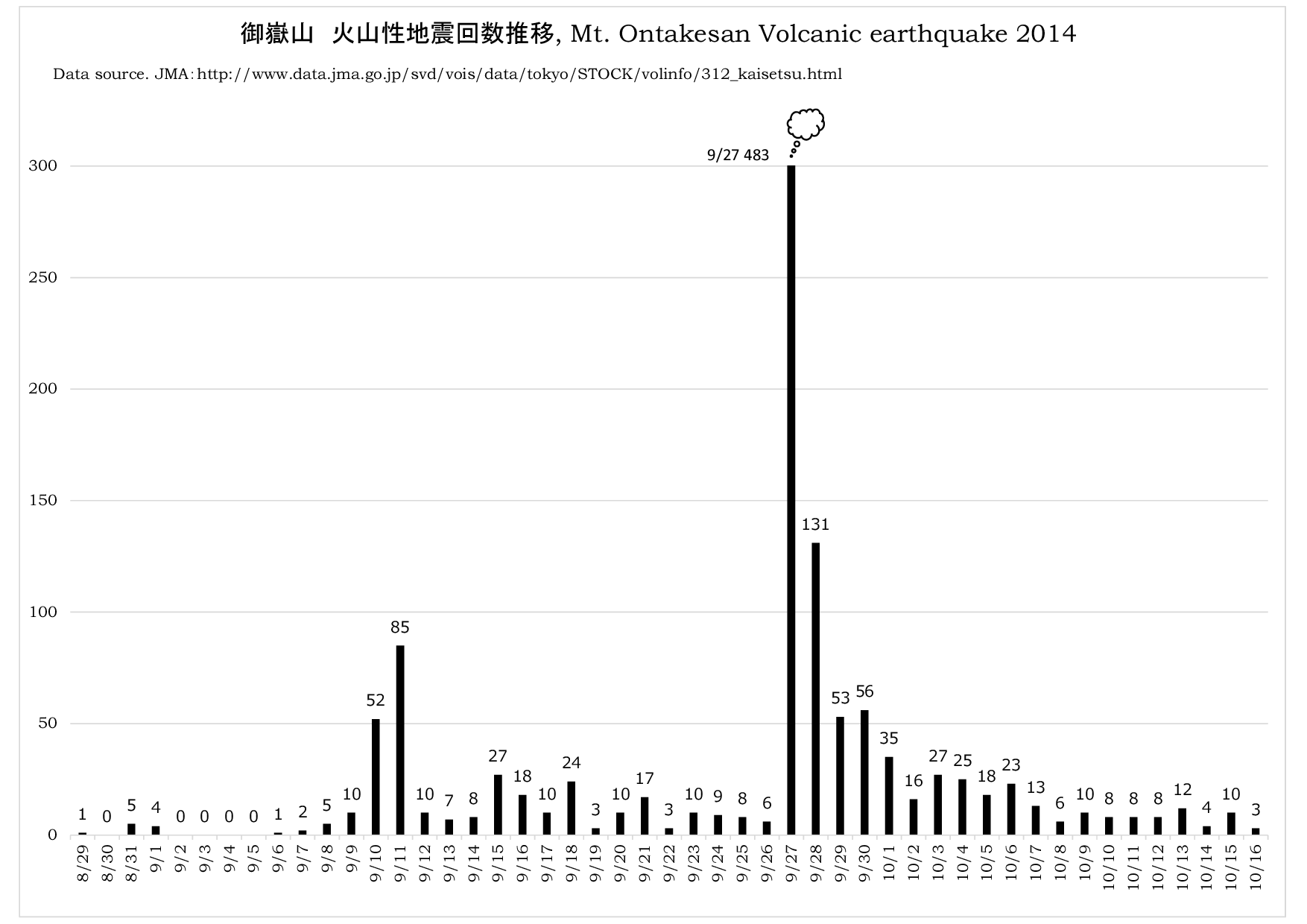
火山性地震回数推移

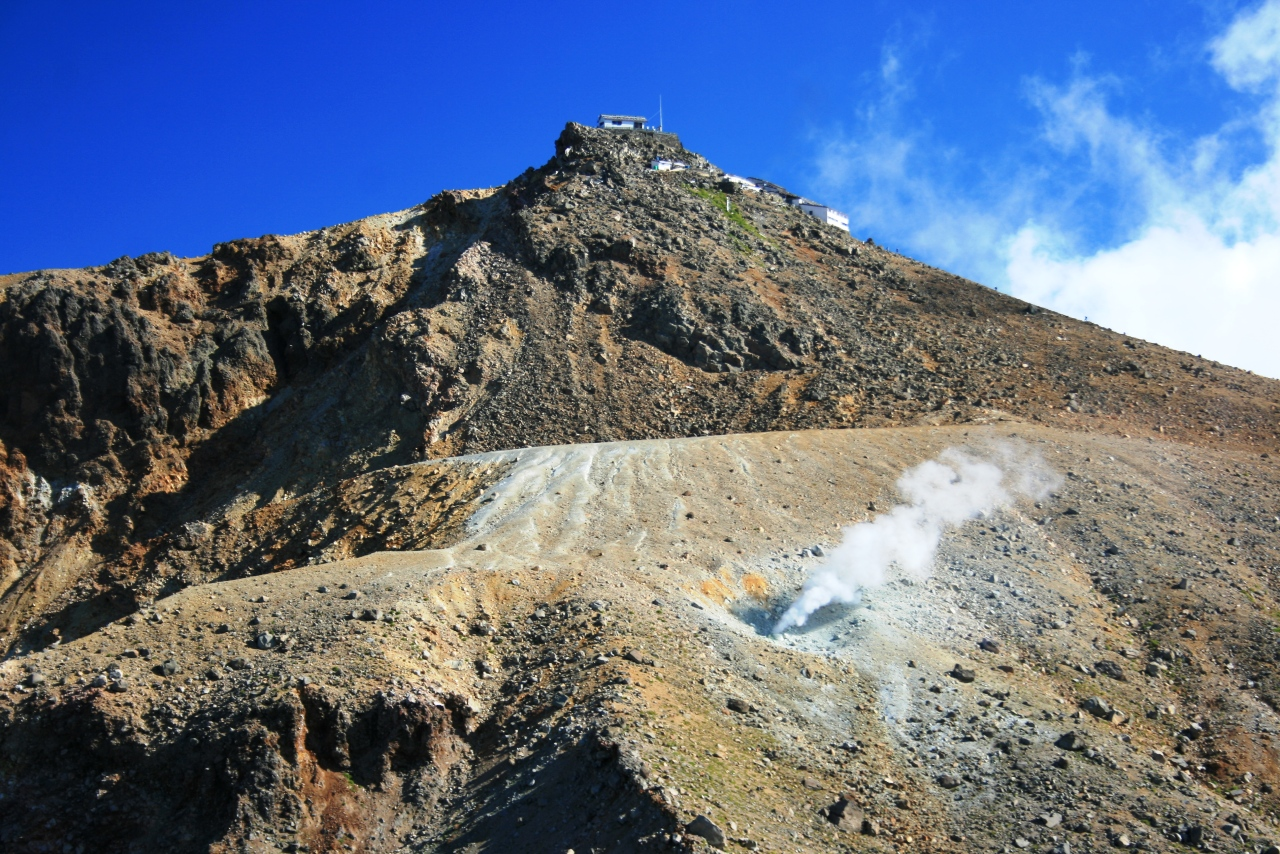
2010年8月27日の南面の噴気孔から火山ガスが発生している様子。上部の山頂部（剣ヶ峰）に御嶽神社と山小屋。

下記は特に明記しない限りすべて日本時間で表記する。

### 2014年

#### 噴火前日（9月26日）まで
- 10日に火山性地震を52回観測[28]。
- 11日に85回観測[29]、その後20回/日以下の小康状態が続き、気象庁は警戒を呼びかけていたものの、噴火警戒レベルの設定は平常とされる1のままであった[30][31]。
- 16日 - 10日からの火山性地震の累計回数が200回を超える[32]。

#### 9月27日
- 11時 - 17時までの6時間で火山性地震313回を観測[30][31]。
- 11時42分、火山性微動を観測[33][18]。
- 11時52分、噴火[3][4][34]。噴火直前まで噴火警戒レベルは1であり、ほぼ無警戒だった登山客が被災した[35][4]。また、噴火警戒レベル3は2008年3月31日の御嶽山への噴火警戒レベル運用開始以来初であった[34]。
- 11時56分、東京航空路火山灰情報センター（東京VAAC）により、御嶽山の噴煙情報が発信される。噴煙高度FL370（約11,270メートル）[36]。
- 12時2分、東京VAACによる噴煙高度が約5,480メートルに修正される[37]。
- 12時36分、気象庁地震火山部により御嶽山の噴火が発表される。噴火警戒レベル3、入山規制、火口から4キロ程度の範囲に影響を及ぼす噴火を予想[38]。国土交通省中部地方整備局管轄の滝越カメラが南側斜面を3キロ超の噴煙が流れ下ったことを報告[38]。
- 13時ごろ、長野県木曽町観光協会が登山客2団体57人の登山客から（山小屋に）無事避難できたとの電話連絡を受けた[39]。この時点で御嶽山にある複数の山小屋関係者が行政の避難指示を待つか、または避難指示を行い下山を進めていた[39]。
- 13時35分、気象庁の降灰予報に御嶽山の噴火発生時刻から18時までの降灰範囲予想図が公開される[40]。
- 13時55分、長野県警察機動隊12名が出動[34][34]。
- 14時05分、国土地理院地理地殻活動研究センターが公式Twitterアカウントにて、2014年9月27日12時36分付の噴火地点をツイート[41]。
- 14時10分、長野県災害対策本部が設置される[42]。
- 14時17分、長野県警察管区機動隊員70名出動、現地指揮所を田の原観光センターに設置[34]。
- 14時20分ごろ、長野県警が山頂付近に150人以上、御嶽剣ヶ峰山荘付近に100人以上の取り残された登山者を確認[43]。
- 14時30分、内閣総理大臣安倍晋三より被災状況の把握、被災者の救助・住民の安全確保、火山観測の強化が指示される[34]。
- 14時31分、王滝村・木曽町からの要請により陸上自衛隊第13普通科連隊へ御嶽山周辺に災害派遣要請[44]。活動規模は人員約250名、車両70両、航空機7機[34]。
- 14時52分、木曽広域消防本部は隣接する松本広域消防局に応援要請[45]。
- 15時、政府が関係省庁担当者会議を開催、同日19時28分には関係省庁関係局長級会議を開催[34]。
- 15時6分、長野県立木曽病院が災害派遣医療チーム（DMAT）を出動させる。
- 15時26分、長野県内のDMAT指定病院11か所すべてに長野県から出動要請[46]。
- 15時43分、長野県が広域災害救急医療情報システム（EMIS）を災害モードへ切り替え[34]。
- 18時5分、岐阜県がEMISを警戒モードへ切り替え[34]。岐阜県のEMISモードは同日22時14分に災害モードへ、28日14時29分に再度警戒モードへと切り替えられた[34]。
- 20時00分、長野県から近隣5県に対しDMATの派遣要請[34]。
- 20時05分、北アルプス広域消防本部に長野県消防相互応援隊の出動要請[47]。
- 20時30分、長野県知事阿部守一から消防庁長官に対し、緊急消防援助隊の派遣要請[48]。消防庁より火山性ガス検知資機材を保有する高度救助隊および山岳救助隊について、愛知県、静岡県、東京都、山梨県の4都県の消防本部に対し出動要請[34]。
- 21時15分、消防庁は長野県内消防本部に長野県消防相互応援隊の出動準備要請[45]。
- 21時30分、長野市消防局が県内消防本部に対し出動可能隊数の調査を実施。出動隊を調整し県内全消防本部に長野県消防相互応援隊の出動要請[45]。
- 23時00分、内閣府により長野県木曽郡木曽町および王滝村に対し災害救助法の適用を決定したことを発表[49][50]。
- 23時41分、16人意識不明、32人重傷、死者も含む44人が視界不良などの要因により山頂付近の山小屋に留まっているとの報道があった[51]。しかし、このうち1か所では岐阜県警の警察官3名を含む36名の安全を確認しており、二次災害のおそれもあることから翌28日朝まで対応を保留することを発表した[51]。

当日午後に首相の安倍晋三が噴火災害に伴う救出活動のため自衛隊の派遣を指示、首相と全閣僚が出席して首相官邸で対策会議を開き、関係機関が一体で救助に取り組む方針を確認した。
9月27日に長野県内の消防からは地元の木曽広域消防本部から約60名と県内13消防本部（木曽広域消防本部を除く県内すべての消防本部）から約100名が出動、愛知県、静岡県、東京都および山梨県4都県の消防本部からは長野県の27日20時30分緊急消防援助隊出動の要請を受け、合計50隊214名体制が出動した。このうち東京都隊の東京消防庁は、ハイパーレスキュー隊や山岳救助隊など合わせて緊急消防援助隊51名を現地に派遣した。
岐阜県警察山岳警備隊の3人は登山客・山小屋従業員・下呂市山岳救助隊とともに山小屋の五の池小屋に残留、翌28日朝、山小屋管理人および負傷者を含む登山客とともに下山した。
飛騨頂上南にある山小屋の五の池小屋は27日の噴火直後から緊急の避難小屋として機能し、付近の子どもも含む登山客を屋内避難させ、翌28日には管理人も含む26人が全員無事に下山した。26人の中には重傷者2名が含まれ、鎖骨を骨折した女性1名は先に岐阜県警察ヘリで救助・岐阜県高山市の病院へ搬送され、左腕を骨折した男性1名は他の24名とともに自力で下山した。同じく山頂付近の山小屋「二ノ池本館」も逃げ込んで来た登山者約50人にヘルメットを配布、1時間後に噴火が小康状態になるのを待って9合目の山小屋「石室避難小屋」へ誘導、すでに避難していた100人近くと現場で合流した。

#### 9月28日
朝から警察・消防・自衛隊が合同550人態勢で救助を開始、昼前に山頂付近へ到着。山頂へ、ヘリコプターによる救出も含め27人を救助したほか、前日山頂付近岐阜県側の山小屋に取り残されていた子どもも含む登山者たち25人が朝から自力で下山を開始、岐阜県下呂市の登山口に到着した。また、長野県警察本部発表によると山頂付近で多くが火山灰に埋もれた心肺停止状態の31人を発見、山頂付近で有害な火山ガスが確認されたことから28日の捜索を14時に打ち切り、救出活動を中断した。このほか、27日中から山小屋で一晩を過ごした登山者などはすべて下山が完了した。
気象庁では、地震火山部が「御嶽山 火山の状況に関する解説情報 第11号」で、9月27日11時から24時までに発生した火山性地震の合計回数が353回であったことを発表。また気象庁機動調査班が陸上自衛隊ヘリに同乗、上空から火山活動の状況を確認したほか、火山性ガスの観測を実施。16時には火山噴火予知連絡会拡大幹事会を開催、噴火を「水蒸気爆発」と判断し、見解を19時ごろに発表した。また、上空からの現地調査時に樹木の焦げた痕跡などを確認できなかったことから流れ下った噴煙の温度は低いとして火砕流とは認識していなかった。19時30分に行った火山噴火予知連絡会での会見時にはこれを翻し、低温火砕流であるとして噴火警報（火口周辺警報）に火砕流を追加、対象市町村を長野県王滝村・木曽町、岐阜県高山市・下呂市の4市町村とした。
12時41分に長野県は災害派遣精神医療チーム（DPAT）の派遣を決定。28日18時30分現在のDMATの派遣状況として、長野県側34チーム（長野県庁3、長野県立木曽病院28、信州大学医学部附属病院3）、岐阜県側2チーム（岐阜県庁1、岐阜大学医学部附属病院1）を報告。
17時00分に長野県庁に内閣府大臣政務官の松本洋平を本部長とする非常災害現地対策本部を設置。
政府は御嶽山噴火に関する非常災害対策本部を設置、災害対策基本法に基づき、関係省庁会議を格上げした。午後には内閣府副大臣の西村康稔を団長とする調査団5名が現地をヘリで上空から視察し、長野県庁で阿部守一長野県知事に面会、全面協力を約束した。また多数の犠牲者・行方不明者の存在に対し災害対策基本法を適用、御嶽山噴火非常対策本部を28日17時に設置。噴火に関する各省庁の対応状況の報告および今後の見通しについてを議題とした。
日本の新聞は28日までに複数社が号外を出した。

#### 9月29日

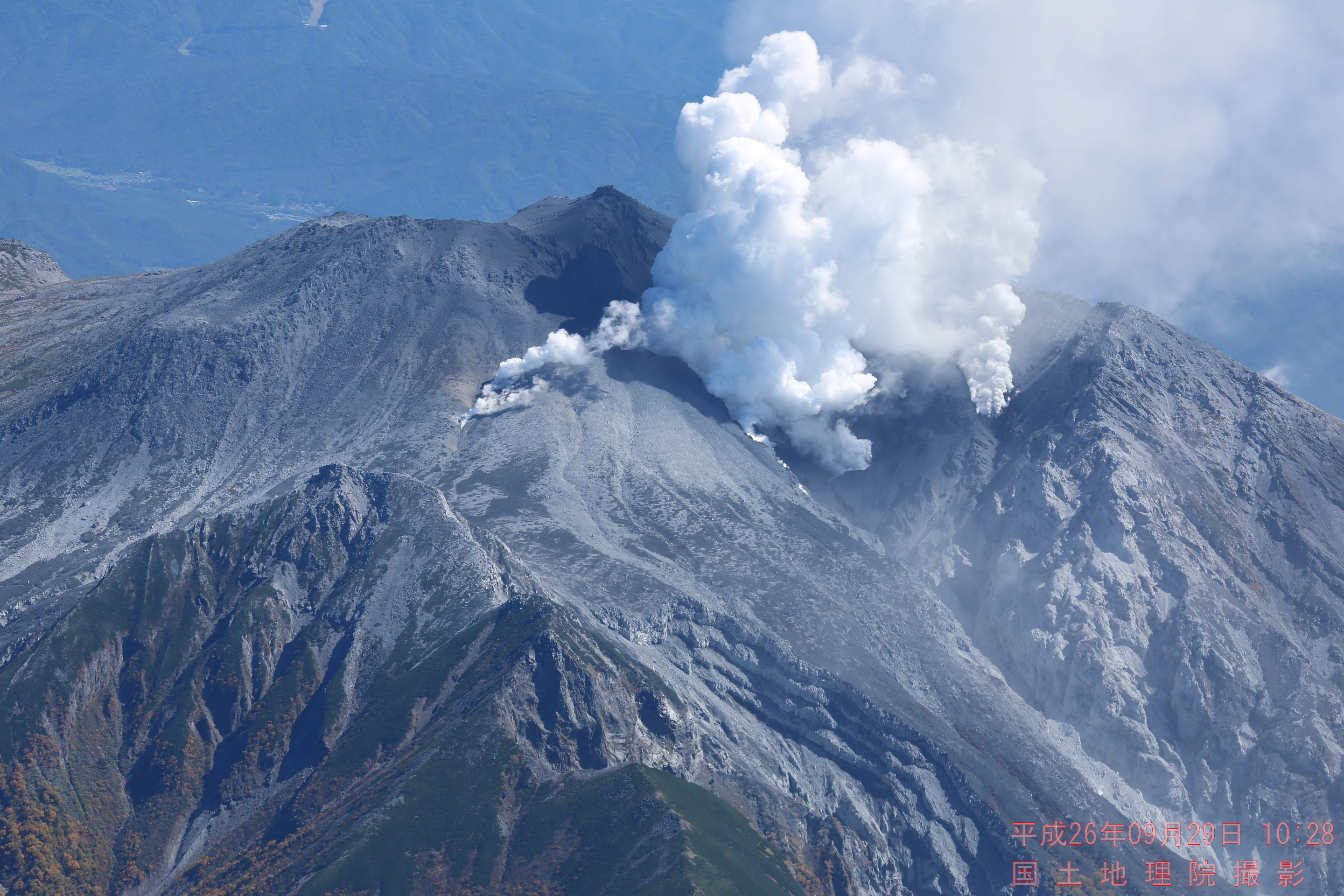
9月29日に国土地理院が撮影した写真

- 1時24分、身元不明であった死者4名の身元が判明したことが長野県警から発表された[69]。他に心肺停止状態の27名を確認、うち6人を収容[70]。
- 5時38分、長野県警察ヘリが飛行開始、現場付近の空撮映像を撮影、官邸などに配信[34]。警察庁からもヘリ1機が8時15分から映像を官邸などへ送信した[34]。
- 11時現在、負傷者は警察庁発表で63人（長野県53人、岐阜県10人）[34]。避難状況として長野県側約160人、岐阜県側30人の下山を確認しており、山小屋などに避難していた生存者は全員下山し残留者はいない[34]。
- 13時30分ごろ、山頂付近の硫化水素濃度が高くなったことから警察・消防・自衛隊合同の救助隊は活動を中止[71]、ヘリでの搬送を中断した[15]。
- 13時50分、登山道からの搬送中止、心肺停止状態の5人を山頂で発見[15]。
- 14時40分、岐阜県側のDPAT2チームが活動終了[34]。

#### 9月30日
9月30日の救助隊人数は陸上自衛隊・警察・消防合同で後方支援も含めて850人態勢、徒歩とヘリコプターによる空中支援で山頂の救助活動を行う予定だったが、早朝から再開していた救助作業を7時過ぎに中断。気象庁によると29日19時20分から30日1時15分まで火山性微動の大きな振幅が続き、いったんは収まったが6時12分より再び大きくなり、この振幅は27日夜と同程度と断定、長野県災害対策本部は再び噴火が起こるおそれがあるとして救助の中断を決定した。
12時15分に地上での、14時20分にヘリでの捜索活動を中止している。
出動していた長野県・岐阜県両県のDMAT合計27チームは30日14時に活動を終了。

#### 10月1日から16日（捜索打ち切り）

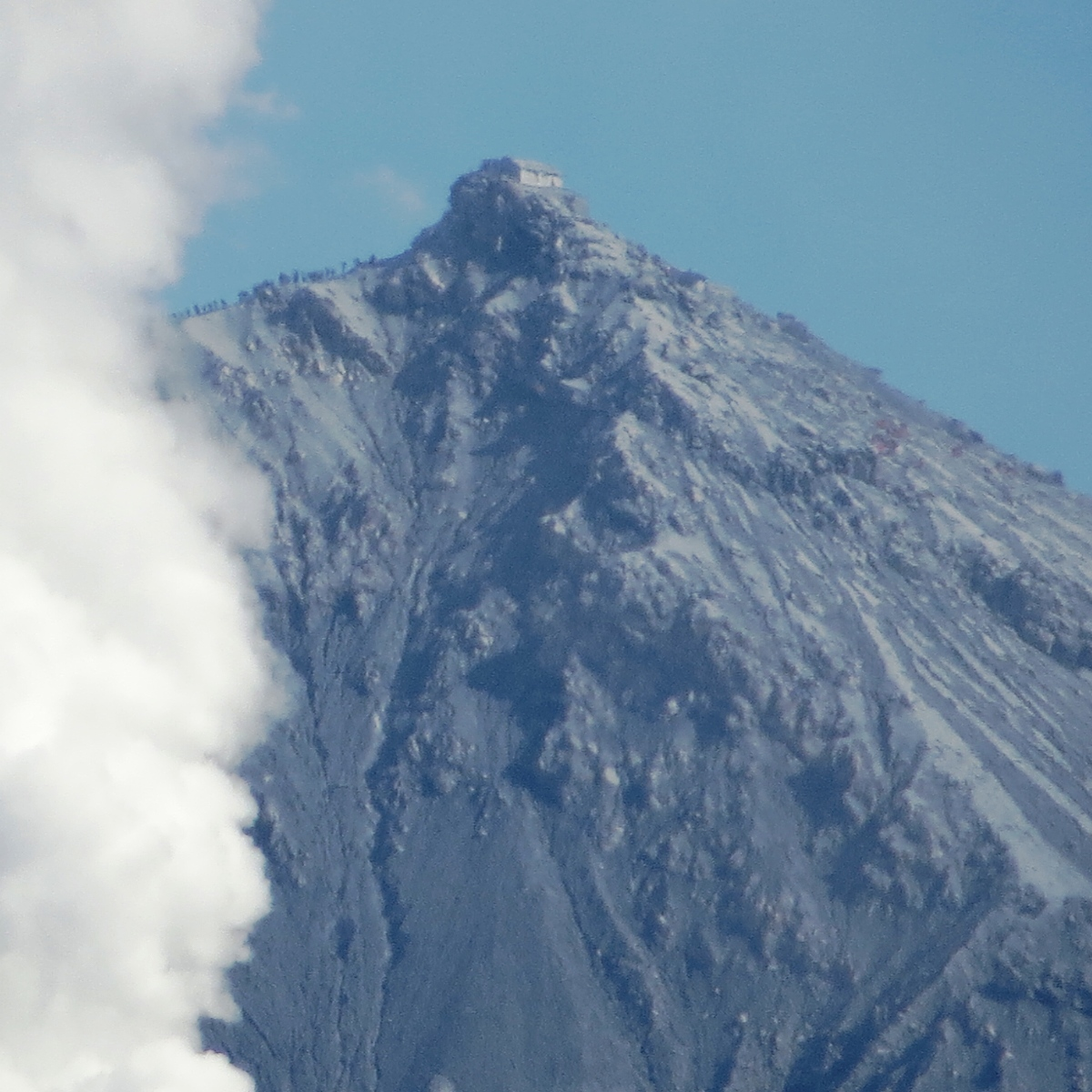
御嶽山の山頂部（剣ヶ峰）、頂上に御嶽神社奥社、左の稜線に懸命に捜索活動を行う隊員、左に地獄谷からの噴煙（2014年10月11日撮影）

10月1日は自衛隊（陸上自衛隊・航空自衛隊）、消防、警察合わせて1,000人規模の態勢で救出救助・捜索活動を実施。これまで発見された心肺停止の被災者については、陸自ヘリや空自救難隊によりふもとへと搬送された。土砂災害、ライフライン、通信、道路などの状況については各省庁からの報告により被害がないことが確認された。また、1日は岐阜県側でも男性1名が取り残されているとの情報から岐阜県警、下呂市消防本部、高山市消防本部、下呂市山岳救助隊が捜索するも、有力な情報を得られず捜索を断念した。
気象庁地震火山部火山監視・情報センターは10月1日19時ごろ以降の火山性微動は検知できない程度の大きさになったことを報告している。
10月2日はヘリサットを搭載した東京消防庁航空隊の消防ヘリコプターによる捜索救助および情報収集を実施。11時35分に雨のため捜索中止。死亡が確認された47人全員の身元が判明した。
平成26年台風第18号の影響で10月6・7日の捜索は2日連続で中止、1週間後の10月13・14日も平成26年台風第19号の影響で捜索は中断した。
10月15日には捜索が再開されたが天候不良のため午前11時に捜索中止、この10月15日には山頂で約1センチの初冠雪が確認された。
10月16日14時28分、長野県災害対策本部および岐阜県火山災害警戒本部は「山頂付近での積雪などにより二次災害の危険が強まった」として、同日で捜索を打ち切った（捜索再開は2015年春以降の見通し）。19時30分、阿部守一長野県知事は長野県庁の記者会見で「やれることはすべてやり尽くした」とのコメントを発表。
9月28日から10月3日までの救助・捜索にあたった人数の推移は次の通りであった。
|         | 警察  | 自衛隊 | 消防  |
| 9月28日 | 約240 | 約270  | 約470 |
| 9月29日 | 約380 | 約380  | 約420 |
| 9月30日 | 約480 | 約380  | 約390 |
| 10月1日 | 約700 | 約390  | 約410 |
| 10月2日 | 約700 | 約330  | 約370 |
| 10月3日 | 約700 | 約330  | 約390 |

※警察・消防・自衛隊の各後方支援の人員含む。また、警察は検視や家族支援要員など捜索現場以外の人員含む。

### 2015年

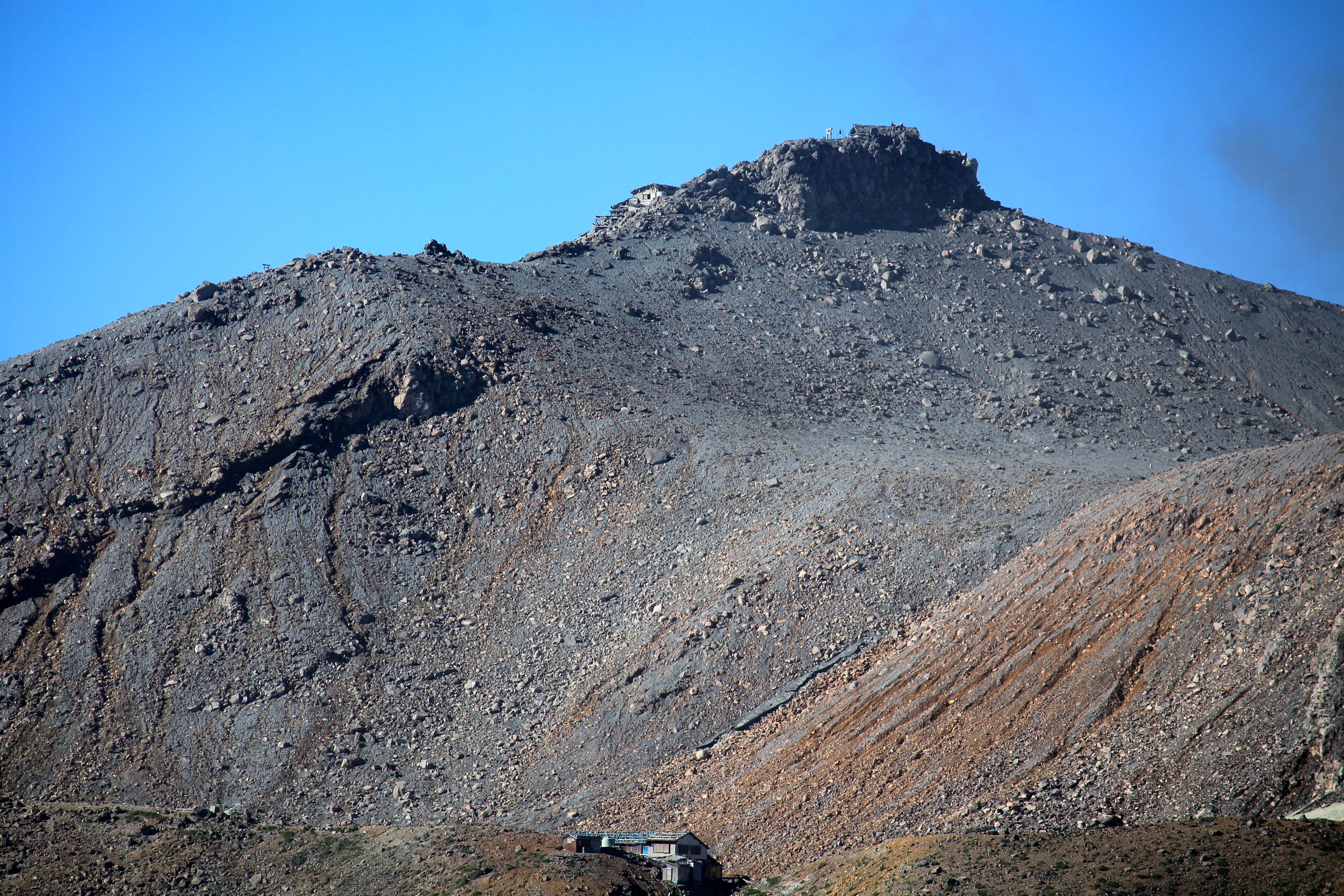
継子岳から望む御嶽山の山頂部（2015年7月21日）

2015年6月の合同調査隊による事前調査の捜索計画では、6月中旬に長野県警や火山学者などで編成する調査隊が山頂付近の火山灰の状況などを確認し、7月にまず先遣隊が現場を調査、7月中旬には長野県警と県内消防の捜索隊による捜索が再開されるとしている。
- 6月7日 - 岐阜県下呂市小坂町落合の飛騨側登山口で御嶽山の山開き式が開催され、同日、下呂市は登山口から約700メートル先の仙人橋までの入山規制を解除した[88]。
- 6月10日 - 長野県と岐阜県の合同調査隊が入山規制区域内に立ち入り、山頂付近の火山灰などの状況を調べた[89][90]。
- 6月26日 - 17時、気象庁は噴火警戒レベルを3（入山規制）から2（火口周辺規制）へ引き下げた[91]。
- 7月29日 - 長野・岐阜両県の警察および消防の捜索隊は山頂での捜索を9か月半ぶりに再開[92]。
- 7月31日 - 岐阜の捜索隊が高性能の金属探知機を用いて、一ノ池付近で1人の遺体を収容し、死亡が確認された58人（行方不明者5人を除く）全員の身元が判明した[93]。
- 8月6日 - 長野・岐阜両県は行方不明者5人を残したまま、すべての捜索活動を終了すると発表した[94][95]。

### 2016年以降
- 2017年8月21日 - 気象庁は噴火警戒レベルを2（火口周辺規制）から1（活火山であることに留意）に引き下げた。一方、地元の3市町村は、火口からおおむね1キロ以内への入山規制を維持した[96]。
- 2018年9月26日 - 木曽町は黒沢口登山道の9合目二ノ池上分岐から頂上までの立入規制を解除した（9月21日発表）。解除当日には噴火犠牲者の遺族らが慰霊登山を行った[97]。
  - ただし、下呂市は「二ノ池ヒュッテから先、山頂方面を災害対策基本法第63条第1項の規定に基づき立入禁止」としており、規制区域に無断で立ち入った場合は法律により罰せられることを公式ページ上で警告している[98]。また剣ヶ峰山頂に至る登山路区間の開放期間も2018年9月26日正午から2018年10月8日正午までの限定的なものであり、それ以降の山頂登山は再び禁止される[98]。
- 2019年は5年ぶりに、7月1日の山開き当初から山頂登山が解禁される年となった。同日に営業を再開した山小屋「二ノ池山荘」は、噴石対策として屋根や壁を防弾チョッキに使われるアラミド繊維で二重化して建て替えられ、噴煙被害を防ぐためゴーグルやマスクを常備している[99]。なお、被災時に屋根に噴石が突き刺さった旧「二ノ池本館」は解体され現存せず、新築された二ノ池山荘は木曽町が全額出資した[100]。

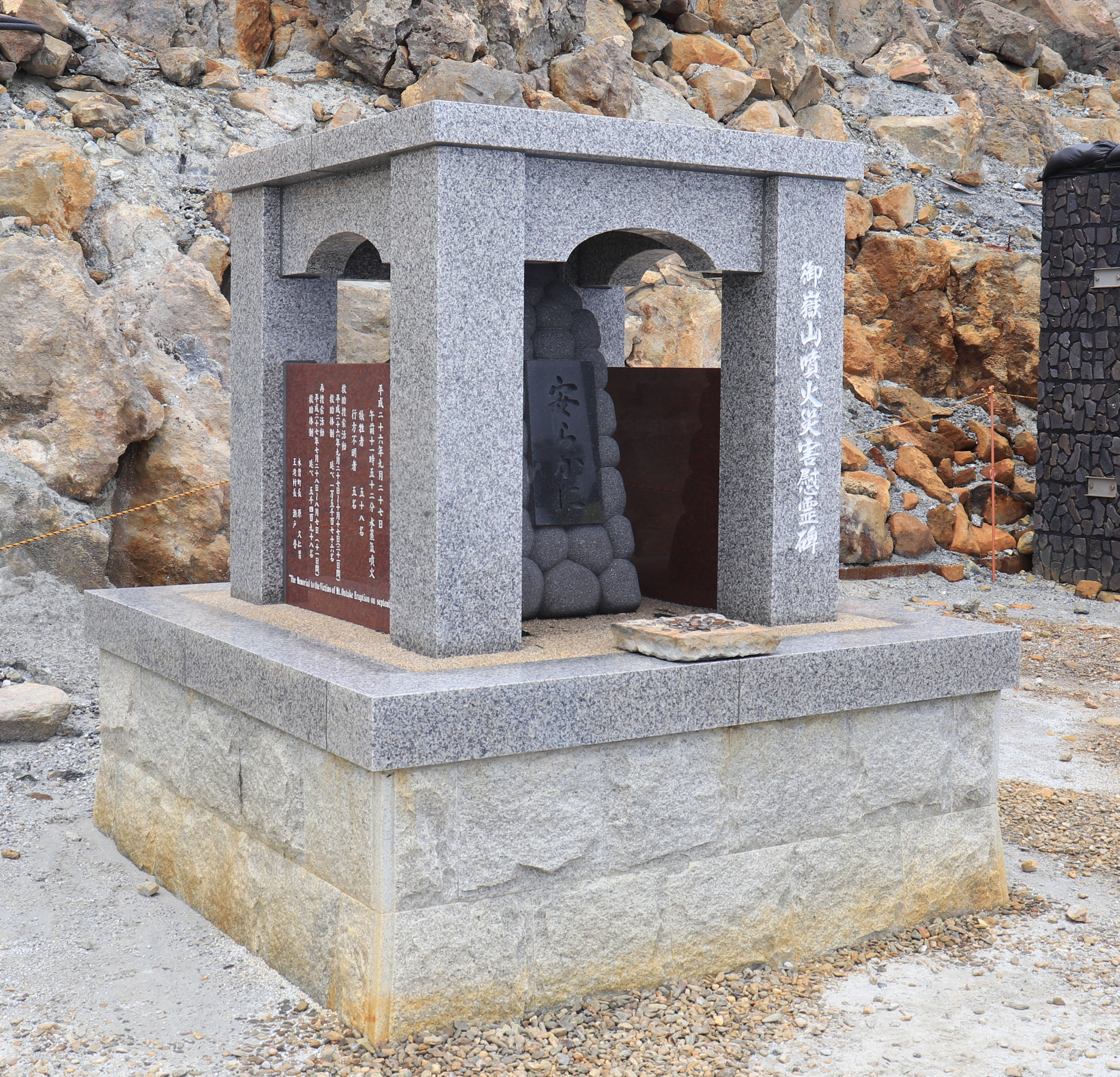
山頂部に設置された御嶽山噴火災害慰霊碑
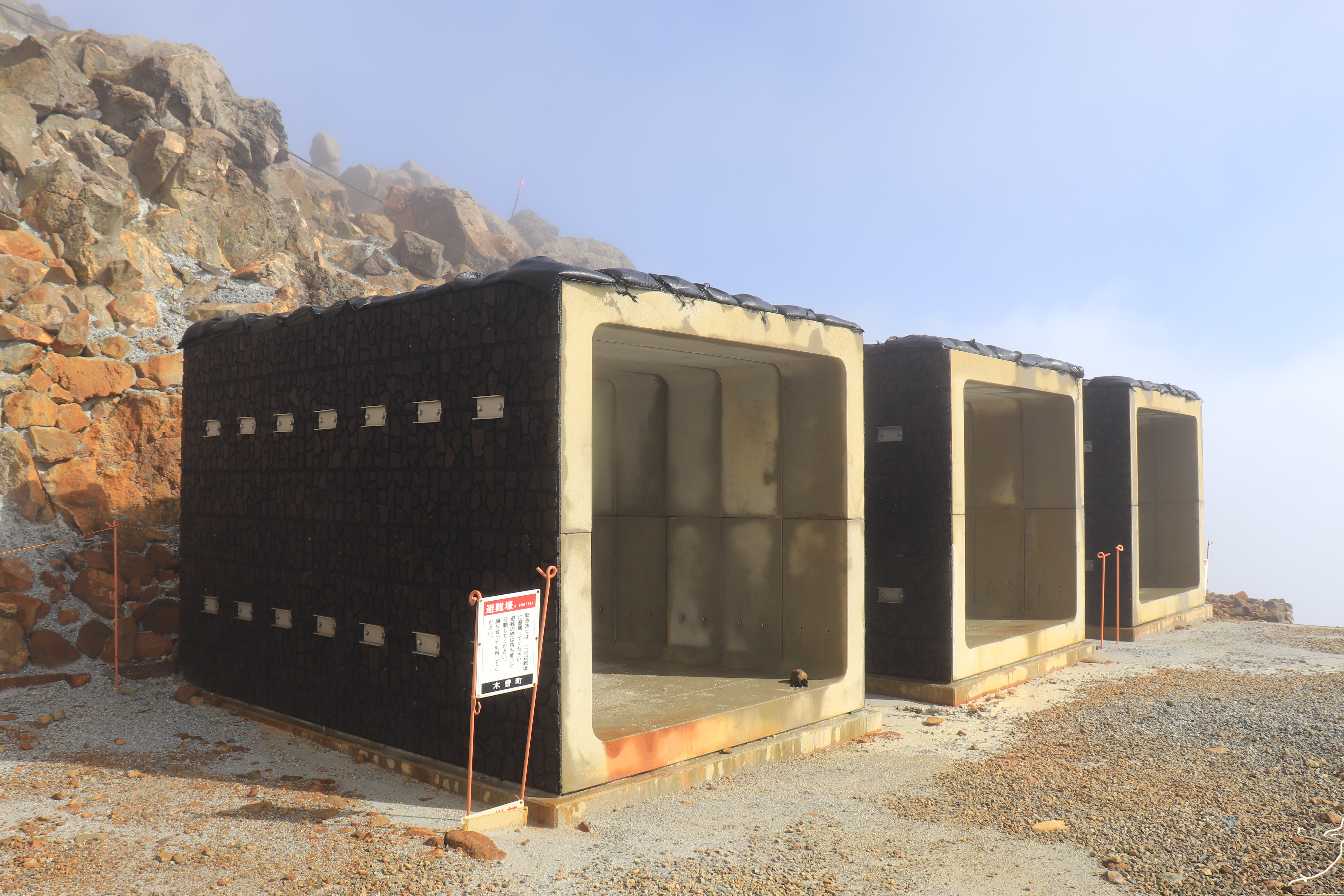
山頂部の慰霊碑の隣に設置された3基のシェルター
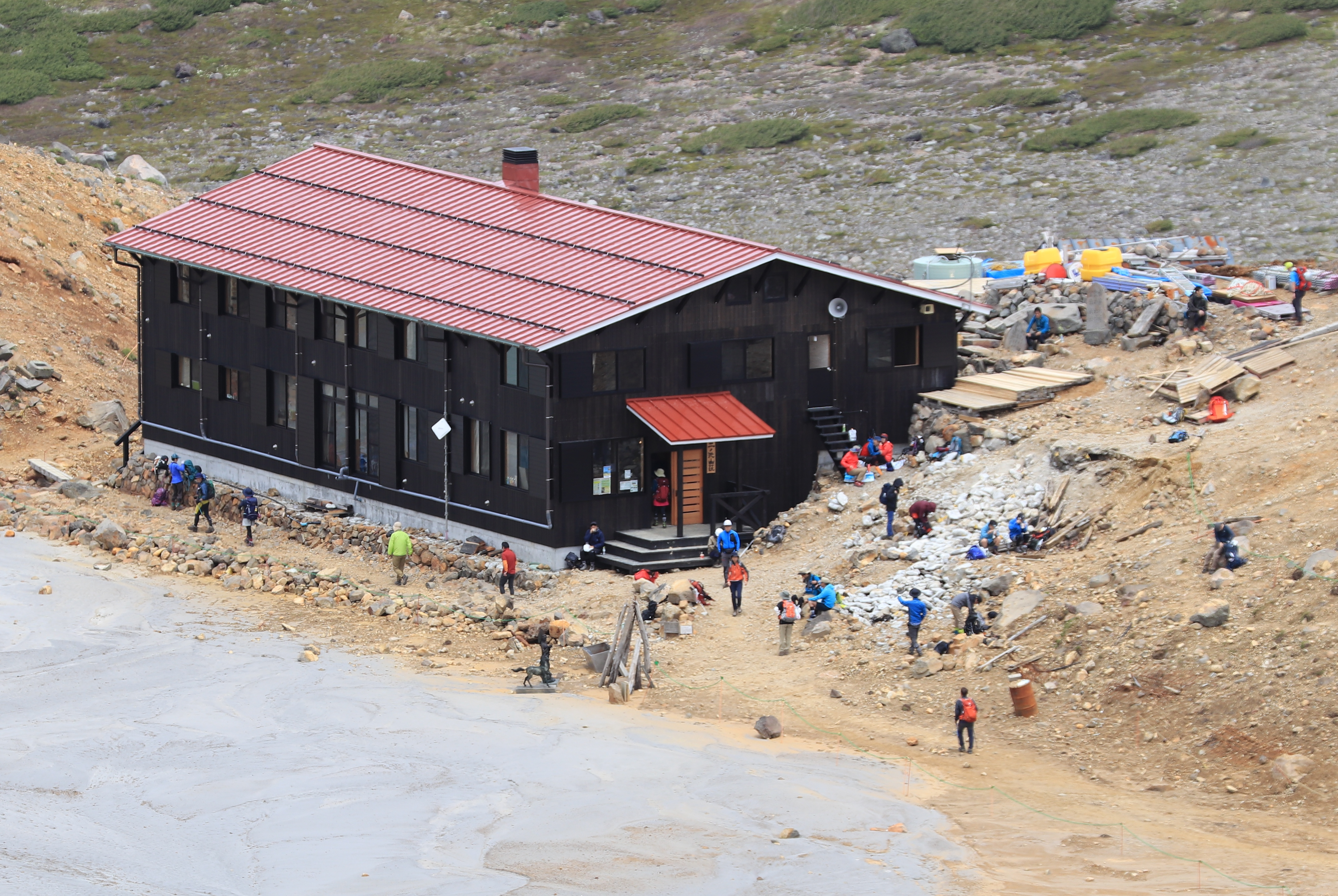
再建され2019年7月1日に営業を再開した二ノ池山荘（山小屋）

## 各方面への影響

### 交通機関

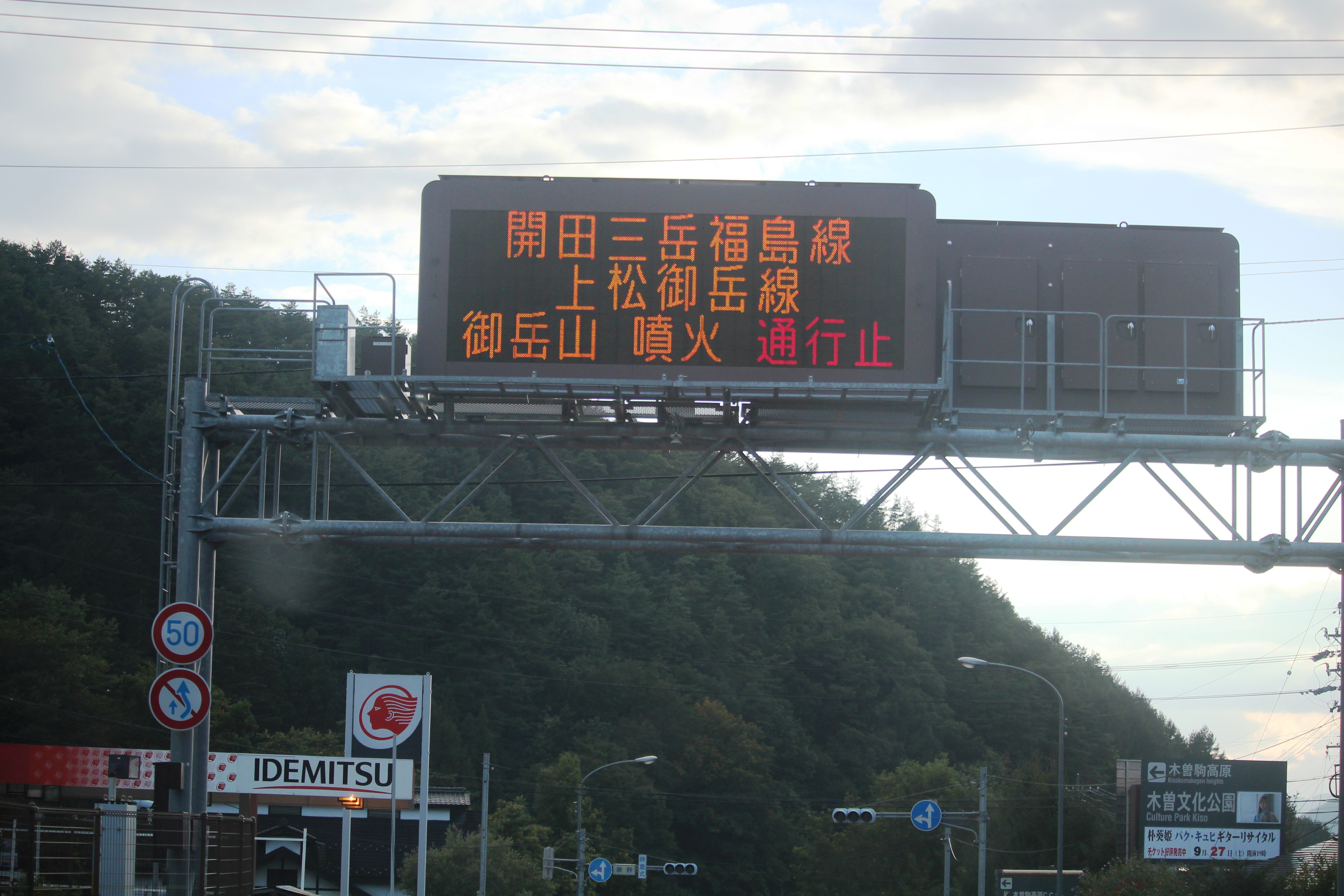
国道19号（長野県木曽町）の道路情報掲示板、『開田三岳福島線 上松御岳線 御岳山 噴火 通行止』を表示（2014年9月27日）

噴煙を避けて迂回した航空便の例。赤色の航跡が噴火の日、黒が噴火前日のものである

道路
長野県内県道2路線が通行止めとなった。長野県庁の2014年9月28日の発表では国道19号、中央自動車道の通行への影響はないとした。内閣府の発表では長野県道2路線で入山規制に伴う事前通行規制を28日14時20分から実施したとしている。
また、王滝村村道41号八海山より上部が通行止め、火口から4キロメートルの範囲内は噴石の危険により立入禁止規制となった。
2015年3月31日、気象庁は火口から半径3キロメートル圏内としてきた警戒の必要な範囲を2キロメートル圏内に変更すると発表し、王滝村では登山道融雪後は「田の原遥拝所」からの入山規制に変更する予定である。
航空便
旅客機の航空エンジンが火山灰を吸い込むとエンジンが止まる可能性があることもあり、国内航空会社は9月27日12時21分の航空情報（ノータム）が発行された以降は御嶽山上空から東に流れる噴煙を避けて迂回しつつ運航した結果、羽田空港を発着する便で最大1時間程度の遅れが発生した。現地上空付近は羽田空港 - 北陸、中部国際空港 - 北海道・東北地方を結ぶ航空路となっており、成田国際空港へ到着予定だったジェットスター航空の国際線2便も噴火の影響を避けて関西国際空港へ目的地を変更した。この影響で成田空港から出発する予定だった4便が欠航した。
鉄道
JR東海・JR東日本をはじめとする鉄道各社の路線には影響が発生せず、また区間運休予定もないことが9月27日に報じられた。
索道
御岳ロープウェイは27日12時55分以降運行を停止しており、入山規制が解除されるまで再開しない見通しとしていた。
その後、サイレンを設けるなど噴火への安全対策が講じられ、2015年6月6日に当季の営業を開始した。

### 農作物
長野県で9月27日、白菜畑18ヘクタールに降灰が確認されたのをはじめとして、被害調査を開始した。同日、長野県庁農業技術課による火山灰対策に関する技術対策文書が公開。降灰による農作物への被害は相当長い期間続くおそれがあるとして対策を指導した。

### 観光

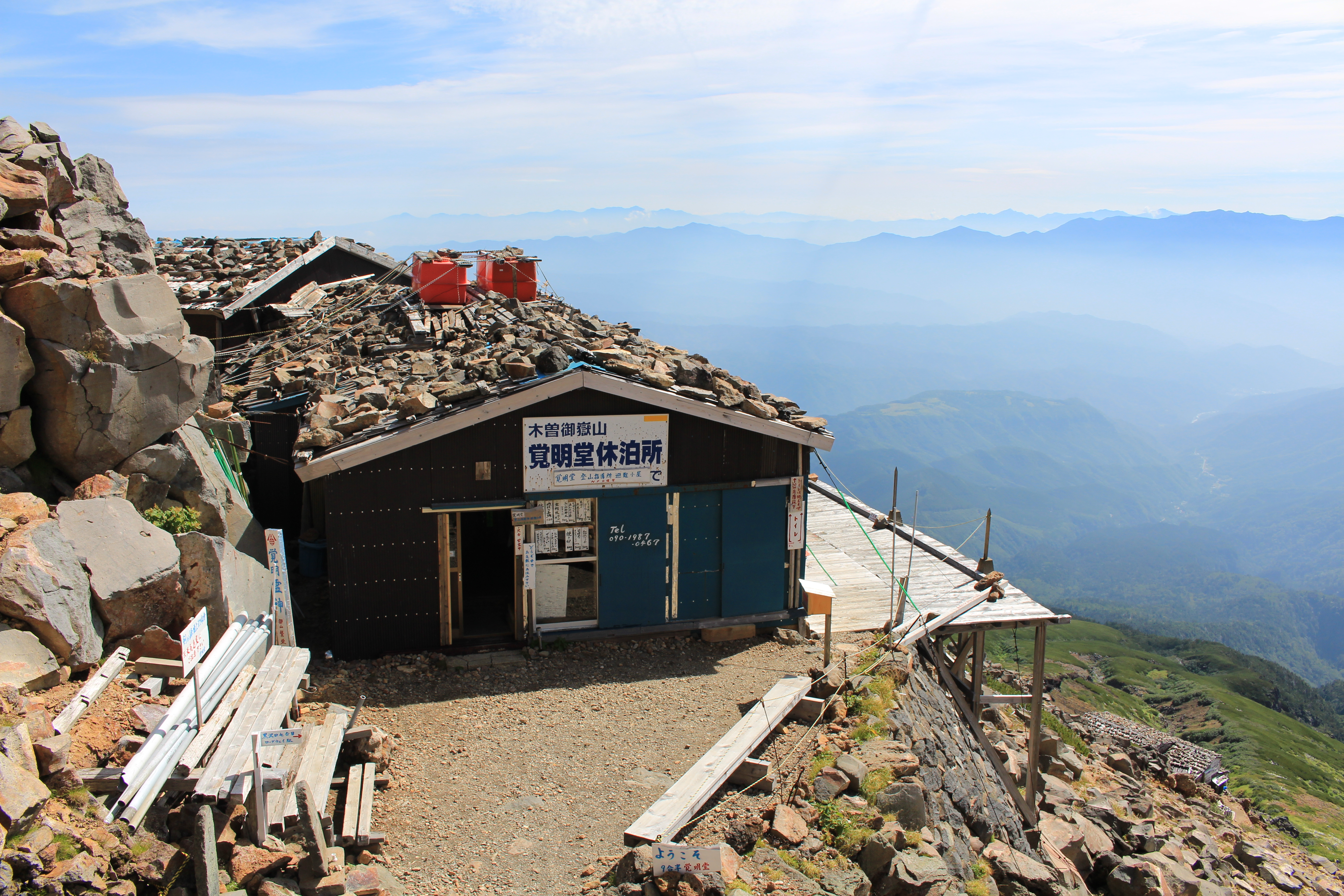
長野県木曽町の黒沢口登山道9合目上にある山小屋「覚明堂」は廃業することになった

御嶽山に近い長野県木曽町観光協会では2014年10月4日・5日に開催を予定していた開田高原そば祭り、木曽駒高原きのこまつりの2イベントを噴火に伴う影響を原因として28日に中止を発表した。
同じく御嶽山の麓にある開田高原では、噴火の影響で観光客が激減した。降灰は1ミリあった程度だが、開田高原が閉鎖されたかどうかの問い合わせが相次ぎ、風評被害を心配し急遽公式HPを更新した。王滝村の旅館でも10月の予約客200人以上がキャンセルされた。
スキー場のうち、チャオ御岳スノーリゾート（岐阜県高山市高根町）ではスキー場に被害は及んでおらず、2014年11月29日にオープンした。おんたけ2240（長野県王滝村）については、ゲレンデのほぼ半分が入山規制区域となったため2014年12月5日の営業開始を断念することを決めたが、2015年1月19日に気象庁が御嶽山立入禁止区域を火口4キロからおおむね3キロに変更したことを受け、同年2月26日から営業を開始した。
王滝村では住民の約7割が観光業に携わっており、影響の広がりが懸念されている。
噴火警戒レベルが引き下げられて入山規制範囲が狭められるとともに、登山可能な範囲が広がった。これに伴い、営業を休止した山小屋の一部（行場山荘、女人堂、五の池小屋）が2015年に営業を再開した。黒沢口登山道9合目上にある山小屋「覚明堂」は廃業することになった。

### 御嶽信仰

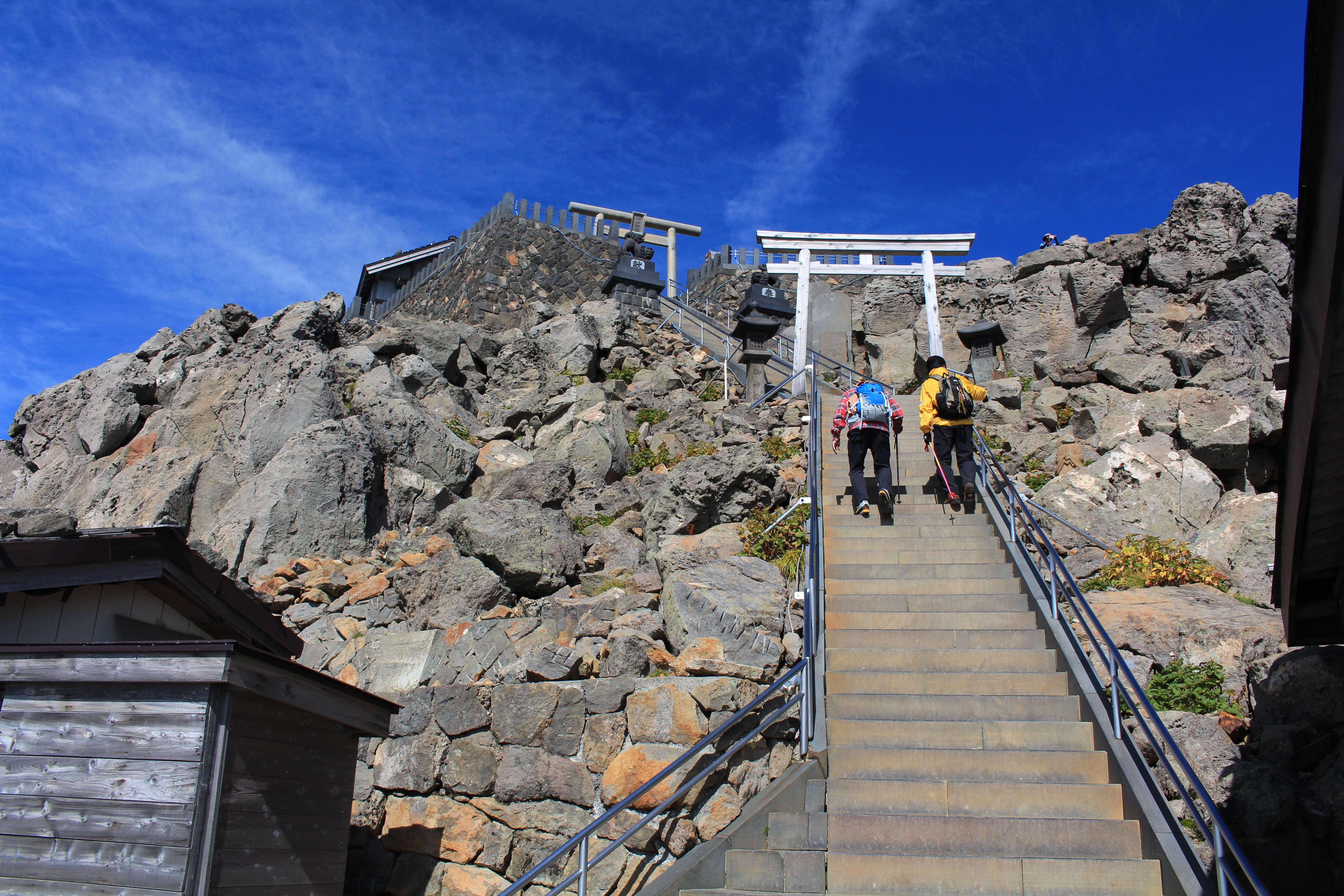
噴火被災前の御嶽神社参道（2014年9月6日撮影）

御嶽山は古くから霊山とされ山岳信仰の対象であり、御嶽神社に縁がある神社が全国各地に存在する。今回の噴火で霊山での犠牲者が発生し信者に心痛が発生したとし、全国から義援金が集められた。

### 各機関の噴火対策への影響
政府は2014年10月17日、今回の噴火災害と同年8月に発生した広島県広島市での土砂災害を受け、中央防災会議に新たに2つのワーキンググループを設けて災害対策の改善を進めることを発表した。その中で火山情報の通知の遅れ、避難シェルターの整備の遅れや避難勧告の発表の遅れなどの対策不備について触れた。
また噴火時に登山届未提出の登山者が多く、行方不明者の把握に手間取り、捜索に支障が出た。これを教訓とし、常時監視対象となっている47火山の地元自治体に対し、登山届の提出義務化の検討を求める方針を決定した。
栃木県では御嶽山噴火を受け、栃木県警が10月9日、那須町の茶臼岳で初の火山噴火を想定した救助訓練を実施した。
静岡県・山梨県にまたがる富士山でも御嶽山の噴火を受け、噴石から逃れるための避難シェルターの整備を検討することを静岡県知事の川勝平太が10月14日の定例記者会見で明らかにした。山梨県知事の横内正明も同案の検討を表明している。
また、富士山のふもとにある山梨県富士吉田市も火山防災専門対策室を新たに設置した。

### 在日米軍
東京都多摩地域の在日米軍横田基地は9月27日、降灰の影響に備えるように在日米軍に警告した。激しい降灰中には車両の使用を控え、火山灰を車両の空気取入口が吸入しないようにする措置を講じるとともに、清掃作業に従事する際は防護具を着用しなければならないとした。この中で、火山灰は非常に強い研磨性があり、タービンその他のエンジンに損傷を与える可能性があることを指摘、2010年のアイスランドの噴火とそれによって生じた航空機の大混乱を引き合いに出し、横田基地施設関係者および近隣住民は降灰予報が変更され影響を受ける可能性が出てきた場合、暖房器具やエアコンを止める準備をしておくべきであるとした。

### 日本国外
日本国外メディアは多くが9月28日（世界標準時）に速報を出しており、英国放送協会（BBC）は「43人が死亡した1991年の雲仙・普賢岳の噴火以降初となる日本での噴火死者発生であり、噴火前になぜ警報が出されなかったのかはっきりしていない」、AP通信は「救助隊が30人以上の意識不明者を山頂付近で確認」、ABCニュースは「7人救助、32人行方不明」、ロイターは「火山噴火により死者1名、30名以上負傷」、CNNは「日本の火山で噴煙により31人が死亡」などと報じた。
9月29日、駐日アメリカ合衆国大使キャロライン・ケネディが噴火の被災者に対し犠牲者の冥福を祈る声明を発表。9月30日には韓国外交部長官（外相）の尹炳世が外務大臣岸田文雄に見舞いのメッセージを送った。

### 事業仕分けと監視体制に関する誤情報の流布
噴火後、インターネット上で「民主党政権が2010年に行った事業仕分けで御嶽山が観測強化の対象から外されたことにより今回の被害が生じた」との情報が流布し、同党や火山監視に関する事業仕分けに携わった経済評論家の勝間和代が批判を受けるという事態が生じた。しかし実際には御嶽山の監視縮小を事業仕分けで議論したことはなく、また事業仕分け後も24時間の監視体制が維持されており、上記の情報は事実と異なっていた。
その後、これらは事実無根の捏造情報であると判明したものの、当時の自民党参議院議員片山さつきはこの事実誤認の情報に絡み自身のTwitterにて同趣旨のツイートを発信し、事実誤認を指摘する民主党と自民党の間で紛糾が発生。最終的に2014年10月2日に片山が民主党側に謝罪し問題のツイートを削除、民主党はこれを受け入れ決着した。
ただ、1979年10月28日に御嶽山が噴火したことを受け、1980年に国立防災科学技術センター（現防災科学技術研究所）の調査報告書でシェルター等の緊急避難用設備が設置する必要があると言及されていた。

### 慰霊
2015年9月26日、ふもとの長野県王滝村にて犠牲者の遺族32家族が作る「山びこの会」が追悼式を行った。
また、2016年7月24日には被災者家族会により初の慰霊登山が行われ、10家族25人が長野県木曽町側から入山し8合目山小屋の女人堂で献花台に手を合わせた。
王滝村にある松原スポーツ公園では、噴火3年目となる2017年9月27日に慰霊碑の除幕式と追悼式が行われた。

### 長野県知事の国葬欠席
噴火災害から8年後の2022年9月27日に故安倍晋三国葬儀が行われたが、同じ日に行われた御嶽山噴火の追悼式を優先するため阿部守一知事は国葬を欠席した。

## 被害拡大の原因

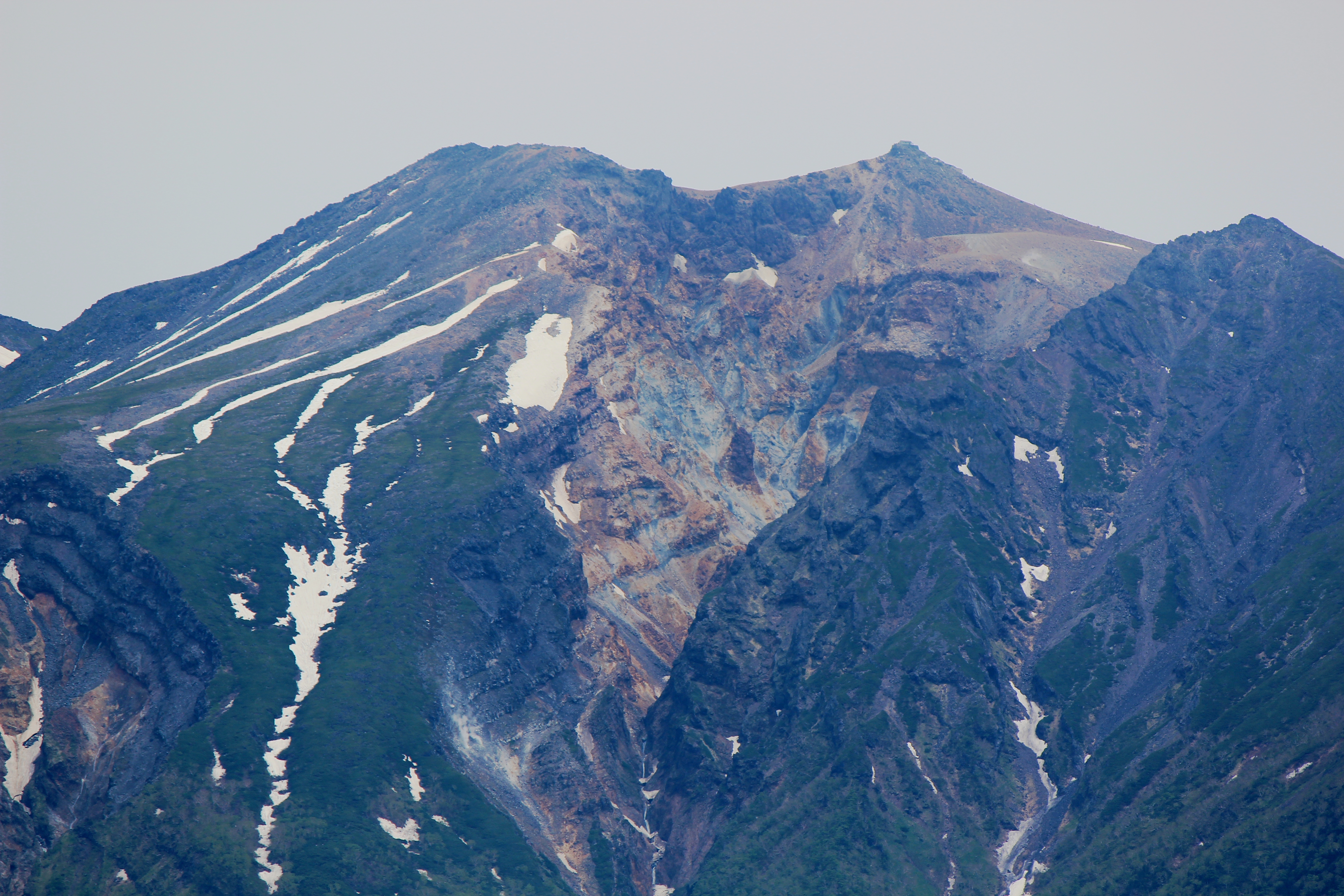
御嶽山南面の地獄谷。森林限界のため山頂付近には身を隠す樹木がない（2012年6月30日撮影）

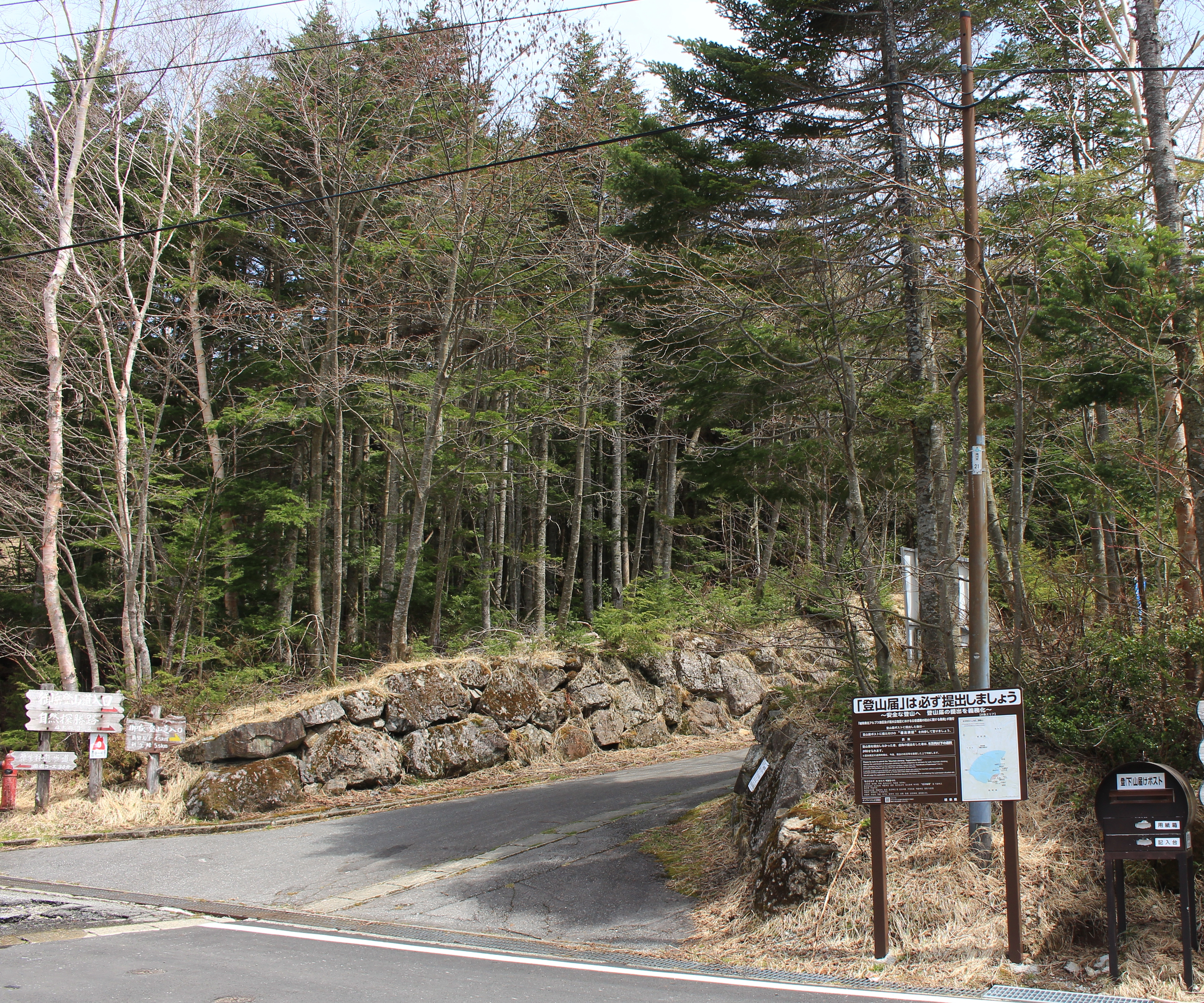
岐阜県下呂市濁河温泉の登山口に設置されている登山届ポスト（2016年5月）

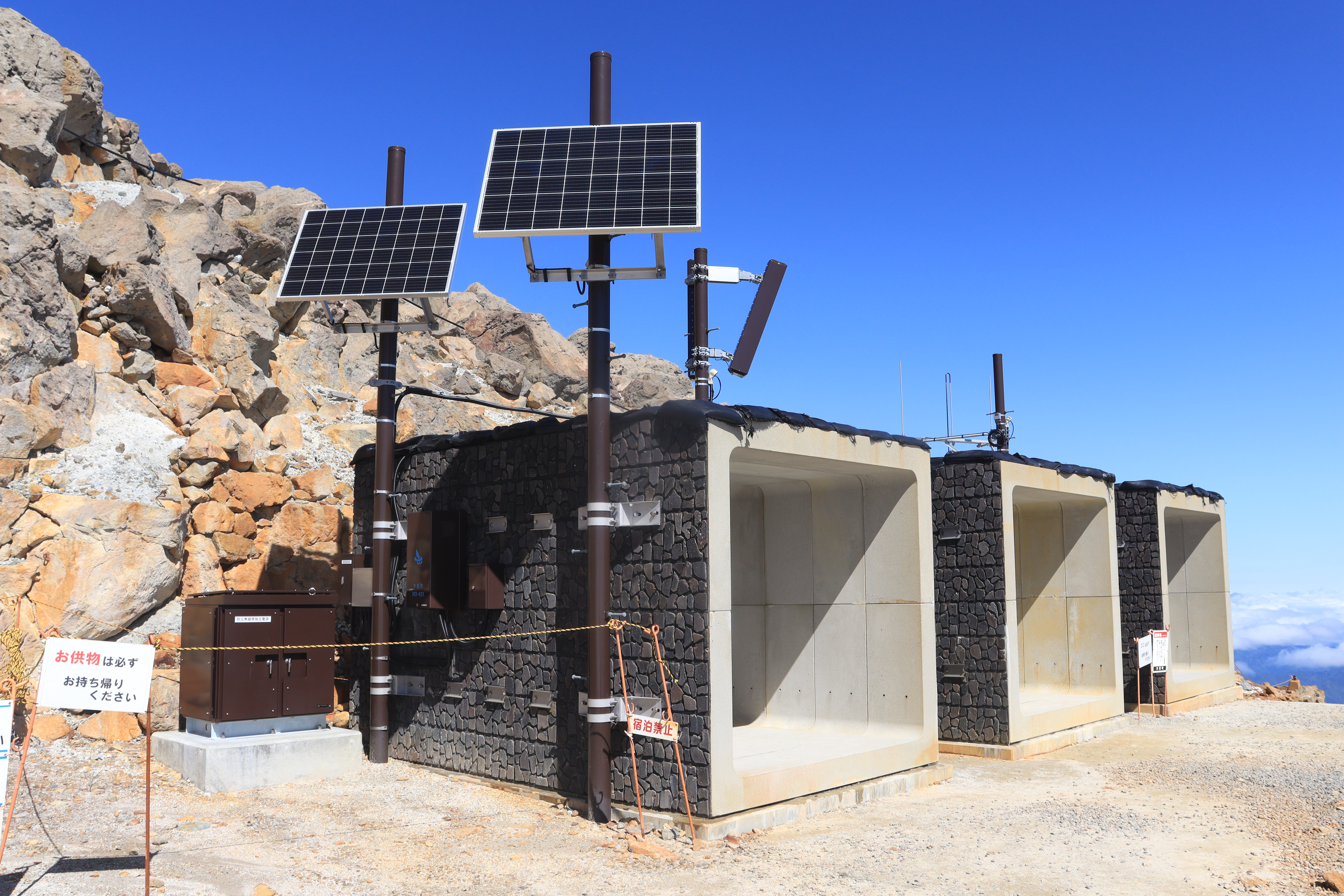
噴火後に設置された山頂直下の避難シェルター（入山規制解除後の2020年9月）

噴火自体は他山の例と比較した場合小規模で、1979年にほぼ同じ場所で発生したほぼ同規模の爆発では1人の死傷者も出さなかったにもかかわらず、今回は日本国内では1991年の雲仙普賢岳以来、死者数は戦後最悪となる多数の人的被害を出し、登山客が巻き込まれたものとしては明治以来最悪となった。これは、被害を増大する複数の要因が重なったためであった。
一般登山者への情報提供の不足
今回の噴火は地下水がマグマに触れ、蒸発した水蒸気が圧縮されたことによる水蒸気爆発型噴火であった。9月10日には52回、翌11日には85回の火山性地震が観測されており、12日には気象庁は「火山灰等の噴出の可能性」を発表し、各自治体にも通知した。しかし2007年噴火のような山体膨張や火山性微動といったマグマの上昇を示すデータは観測されなかったため、警戒レベルは平常時と同じ「1」のままにし、レベル2（火口周辺規制）には変更せず、その後地震の回数が減ったことから、自治体も注視するに留め、登山者への警戒呼びかけなど新たな対応を求めることはなかった。つまり、自治体の担当者が判断の根拠とした諸情報を組織の内部に抱え込んでいるばかりで、肝心の一般登山者に直近の情報をまったく伝えていなかったため、一般登山者は警戒することすらできなかった。磐梯山噴火記念館の佐藤公副館長は「登山口には電光掲示板などで直近の情報を流すことで、登山客に判断の材料としてもらうことも重要だ」と提案した。
火山噴火予知連絡会の見解
気象庁火山課長の北川貞行は「地震の回数だけで噴火の前兆と判断するのは難しい」との認識を示した。
火山噴火予知連絡会長の藤井敏嗣は予知の難しさをはじめとして、11日の地震が前兆であるかの保障もないとしたほか、「少しでも危険があるなら近づかないのも手」「自然現象に関しては完全に安全は有り得ない」「警戒レベルの上げ方を改善していく余地はある」などと述べ、死傷者が多数出たことに関しては「活火山に登ることはリスクがあるんだと考えて欲しい」「最低でもヘルメットは持って登るのが当然」「噴火規模の大きさで災害の大きさが決まるわけではない」などと発言した。
登山人気
当時の日本では、登山は人気が高まっていた。また、御嶽山は御嶽神社に代表される山岳信仰などで知名度が高かったのに加え、深田久弥の「日本百名山」に選ばれており、ちょうど深田の1964年の随筆刊行から50年の年で百名山ブームが起き、登山者が増えていた。さらに日本有数の高さを誇る3,000メートル級の高山にもかかわらず、登山の難易度は比較的低いとされ、以前から家族連れなどにも人気が高い山であった。
発生した時期・日時と天候
御嶽山は紅葉の名所として知られ、特に9合目から頂上にかけての見ごろは9月下旬から10月上旬であった。当日は土曜日、朝から天気は良好と登山には絶好の条件で、「仕事終わりの前日金曜日に一泊し、翌日早朝に出発して天気の変わりやすい夕方前に下山する」という登山計画を立てやすかった。そのため近隣だけでなく遠方からも多くの登山客が訪れていた。さらに、発生時刻の11時52分には、被災者の多くが絶景を眺めながら昼食を取ろうと山頂付近に集結していた。
一方で、信仰の山として知られてきた御嶽山では、山岳信仰の伝統に基づく形で山開きの期間が定められてその期間内に信仰目的の登山が行われるのが慣例となっており、2014年は9月3日に山開きの終了を告げる閉山祭が行われて御嶽神社奥社の祈祷所もこの日を以て施錠されていた。このために、噴火を見た人々が祈祷所へ逃げ込もうとしたもののすぐには入ることが出来ず、窓ガラスをストックで破って押し入る形となった。また、専門家の間でも、山開きの期間＝観光シーズンという認識があり、9月10日以降の火山性地震の増加について意見を求められた研究者の中には閉山祭が終わっているために登山者は少なくなっているという認識に基づいて意見を述べた者もおり、そのことが警戒レベルの引き上げを巡る判断に影響を与えた可能性もある。
噴石・火山灰の危険
東京大学地震研究所助教授金子隆之の調査と気象庁によれば、火口から約1キロメートル圏内では、直径数センチメートルから60センチメートルの大きさの噴石が、最大時速350キロメートルから720キロメートルで雨のように降り注いだと見られている。これらの直撃を受ければ致命傷となり、近くに落ちて跳ね返ってきたり飛び散ったりしたものを受けても重傷となる可能性がある。中には1立方メートルから軽トラック大のものも報告されており、被災者が挟まれた形で発見された例も多い。頂上付近は森林限界のため身を隠すような樹木はなく、避難場所となる小屋や御嶽神社の社務所などに逃げ込む前に多くの人が死傷した。
金子は「火口から約500メートルの範囲では4メートル四方に10個以上の噴石が集中落下しており、これだけ激しいとヘルメットがあっても防ぎきれなかったかもしれない」としている。
さらに、負傷してその場から動けず衰弱したり、意識を失っている間に高温となった火山灰を吸い込み、呼吸困難による窒息を起こした可能性がある。また一部の救助者は気道を熱傷していた。
噴火を撮影し逃げ遅れ
犠牲者のうち10人近くの検視を担当した医師によれば、7割から8割が後頭部・背中に致命傷を負っており、そのうちほぼ半数が噴火の写真を撮影していた。噴火4分後の27日11時56分に撮影された記録が残るカメラもあり、医師は「写真を撮らず早く逃げていれば」と語った。なお、早川由紀夫は、火山礫（火山弾や噴石）が形成したクレーター状の痕跡の分析から、人的被害を与えた火山礫は噴出口から直接飛来したものではなく「5,000メートル上空に立ち上った噴煙から3分から4分後に落下した火山礫」によるものとする見解を示している。
登山届の不備による行方不明者実数把握の遅れ
負傷者・行方不明者の人数が錯綜した要因として、各施設に設置されている登山計画書（登山届）提出箱への投函や警察機関への提出が任意であったこと、かつ記入率がそれほど高くなく、事前に記入し登山した人の実数は半数以下であったことが主原因と見られている。これにより自治体の行方不明者安否確認が御嶽山の所在地が長野・岐阜の4市町村にまたがっていることなどの要因により断片的な情報とならざるを得ず、またそれを集約することは難しいとし、9月28日に長野県は安否確認に不安が残る要因を取り除くために情報のすり合わせを目的として長野県と木曽町・王滝村間の情報集約を開始したが、この時点ではまだ長野県と岐阜県の間の情報集約ができないような状態だった。
2014年（平成26年）7月に「岐阜県北アルプス地区における山岳遭難の防止に関する条例」が制定されたが、御嶽山噴火で多数の犠牲者が出たことを受けて、活火山である御嶽山および焼岳の一部を届出義務化の対象エリアに追加する条例改正が2015年（平成27年）4月1日に行われた。
噴石からの防護を目的とした避難小屋・シェルターの不備
今回の噴火では、山頂付近にいた多くの登山者が噴石の直撃で犠牲になった。御嶽山には十数か所の山小屋や避難小屋があるが、雨や風を避けるのがおもな目的であるため、その多くが木造であり、噴石を想定したコンクリート製のシェルター（退避ごう）などは設置されていなかった。

## 御嶽山噴火災害国賠訴訟
犠牲者5人の遺族は、国家賠償法に基づき国と長野県に対し総額1億5000万円の損害賠償を求める訴訟を、2017年（平成29年）1月25日に長野地方裁判所松本支部に起こした。
原告側は訴状で、気象庁などは噴火警戒レベルを1から2に引き上げる基準のひとつとして「火山性地震の回数が1日50回以上あったこと」を規定していたが、実際には噴火前の2014年（平成26年）9月10日に52回、翌11日に85回の火山性地震を観測したにもかかわらず、噴火警戒レベルを引き上げることを怠ったことで、当日の噴火により山頂一帯にいた登山者が犠牲になった主原因のひとつとなったと指摘している。
また、長野県木曽建設事務所は気象庁との協定に基づいて御嶽山の火山活動の一部を適切に観測する義務を負っていたにもかかわらず、御嶽山の2地点に設けた地震計の故障を知りながら放置し、故障が適切に修理されていれば噴火警戒レベルは上げられたと指摘している。
初弁論は2017年（平成29年）3月16日に行われ、原告側は遺族2人が意見陳述した。
一方で、国と県は2017年（平成29年）5月19日に提出された準備書面で「1日50回以上は（基準の）目安」「（噴火警戒レベルを引き上げなかったのは）噴火履歴やデータを考慮して総合的に判断した結果」「地震計の故障は放置していたわけではなく定期的な保守点検は実施していた」などとして原告側の訴えに反論し、請求の棄却を求めていく方針を示した。
その後、2017年（平成29年）5月29日には噴火で負傷した負傷者2名も新たに原告団に加わり、1人あたり300万円の賠償を求める方針であることが報じられた。
2022年（令和4年）7月13日、長野地方裁判所松本支部は、遺族ら32人が国と長野県に計3億7600万円の損害賠償を求めた訴訟の判決で原告側の請求を棄却した。検討を尽くさないまま噴火警戒レベルを据え置いた気象庁の判断が違法だと認定した一方、レベルを引き上げていても被害を防げたとは認められないとした。
2024年（令和6年）10月21日、東京高等裁判所は請求を退けた一審判決を支持し、遺族らの控訴を棄却した。一審が認めた気象庁の判断の違法性について高裁判決は「著しく合理性を欠くとは言えない」として適法だったと判断した。

## 御嶽山ビジターセンターの設置
中央防災会議・防災対策実行会議の火山防災対策推進ワーキンググループが2015年（平成27年）3月に取りまとめた「御嶽山噴火を踏まえた今後の火山防災対策の推進について（報告）」と同年7月に一部が改正された活動火山対策特別措置法に基づき、長野県は2016年（平成28年）6月に「長野県火山防災のあり方検討会」を設置した。2017年（平成29年）2月に「長野県火山防災のあり方検討会報告書」が取りまとめられ、ビジターセンターの設置が有効という提言を受けて御嶽山ビジターセンターが設置されることになった。

## 参考画像
- 出典: 御嶽火山の噴火に関する情報 産業技術総合研究所

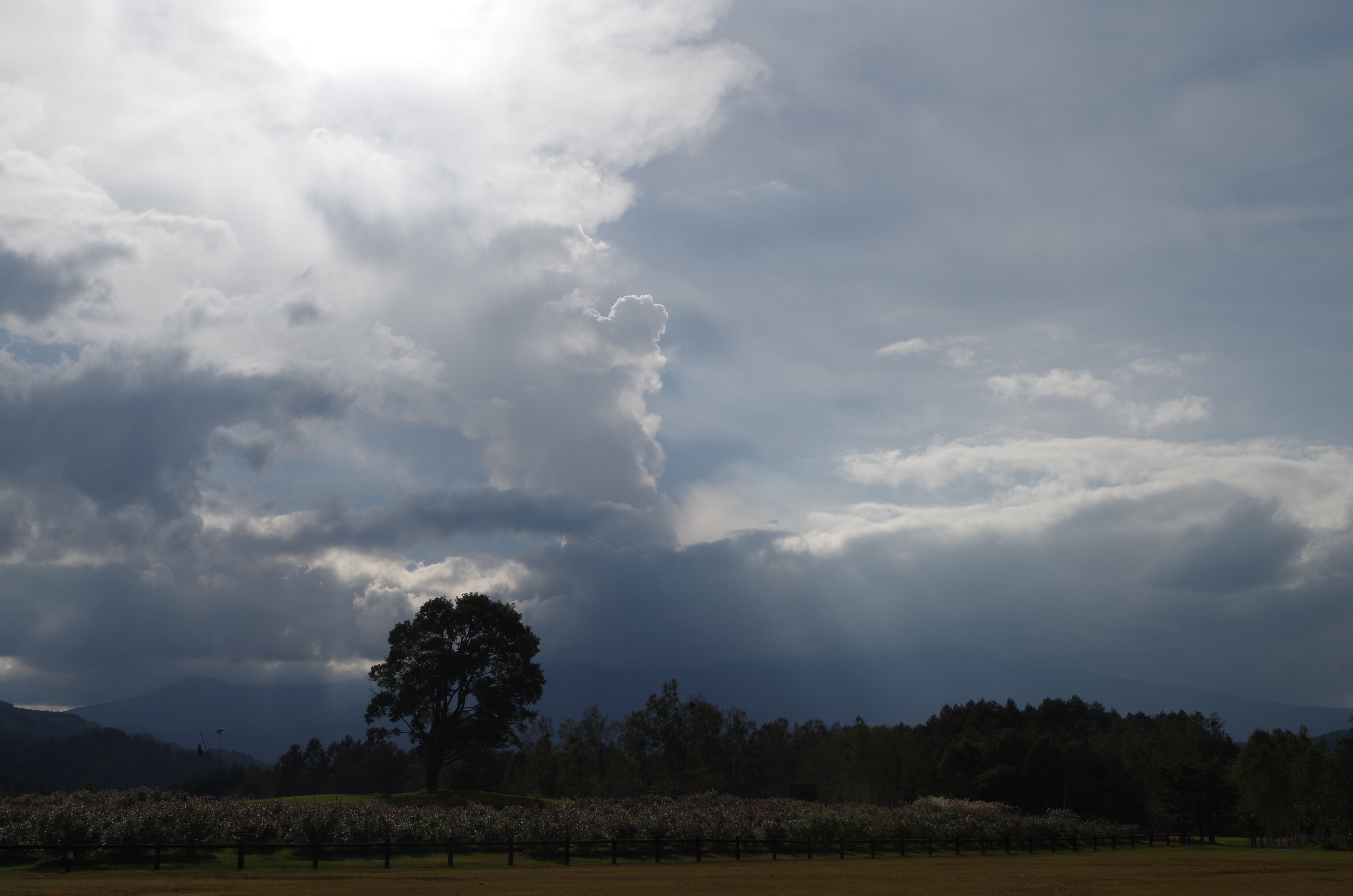
2014-9-27
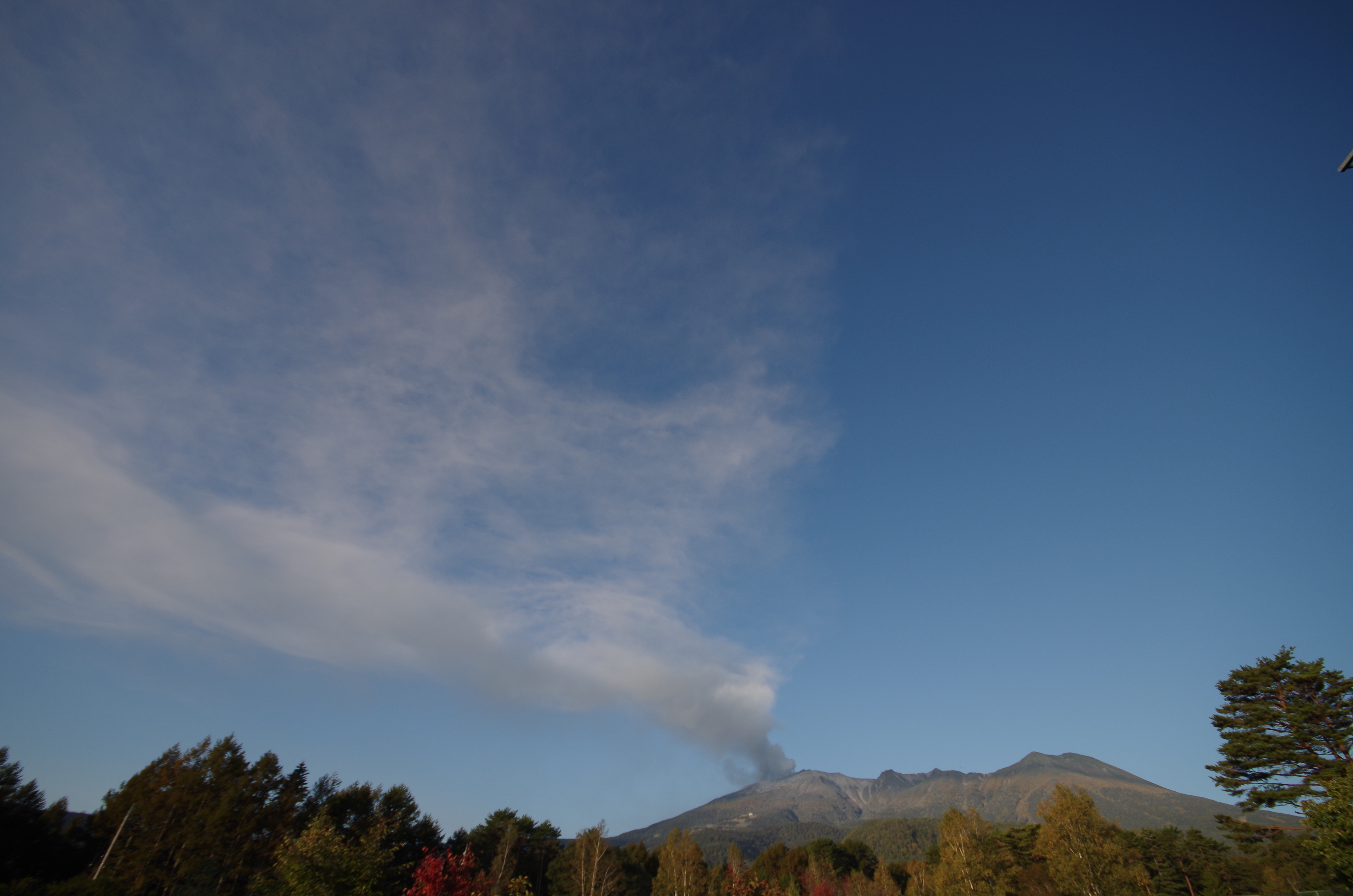
2014-9-28
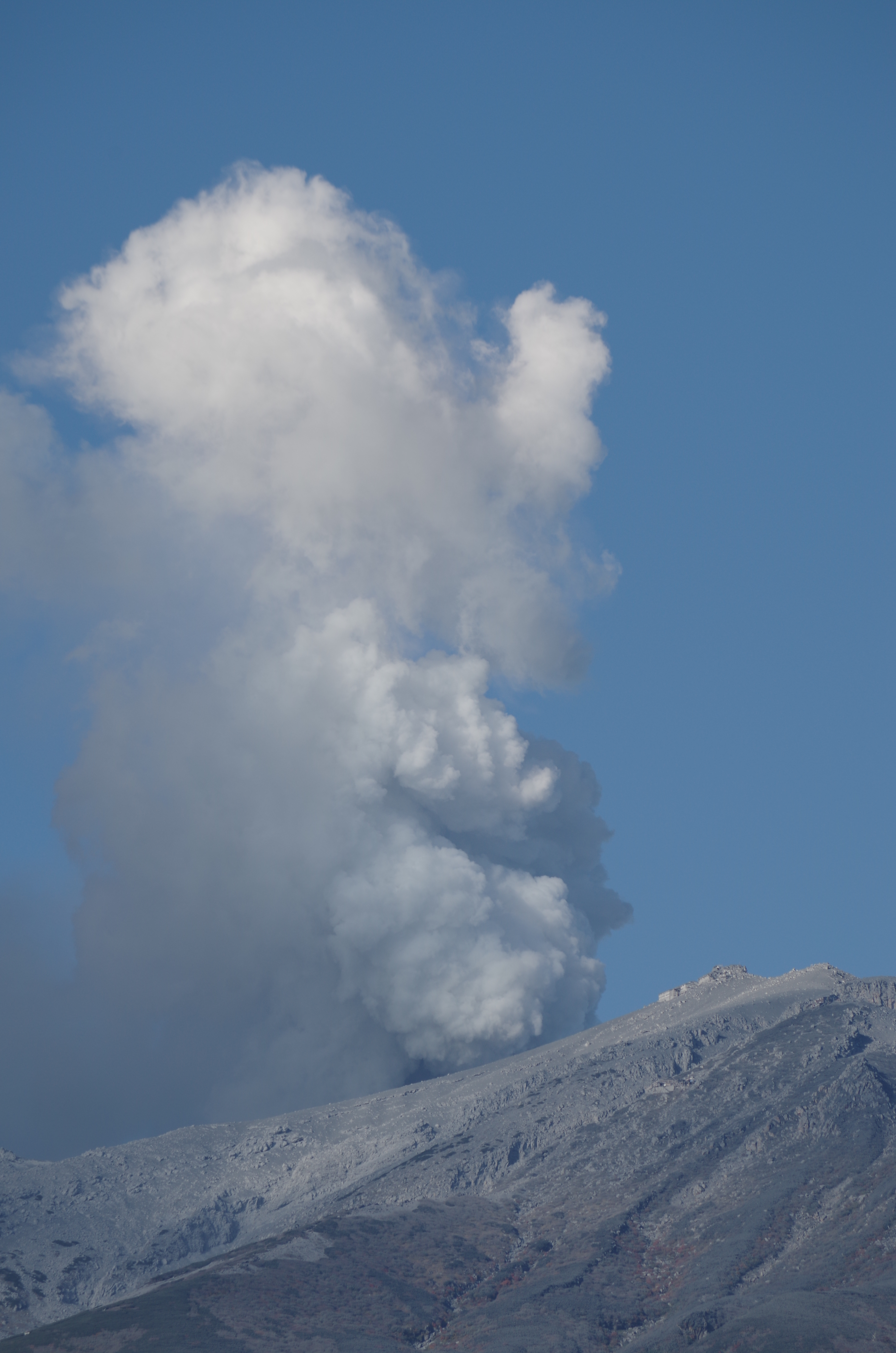
2014-9-28
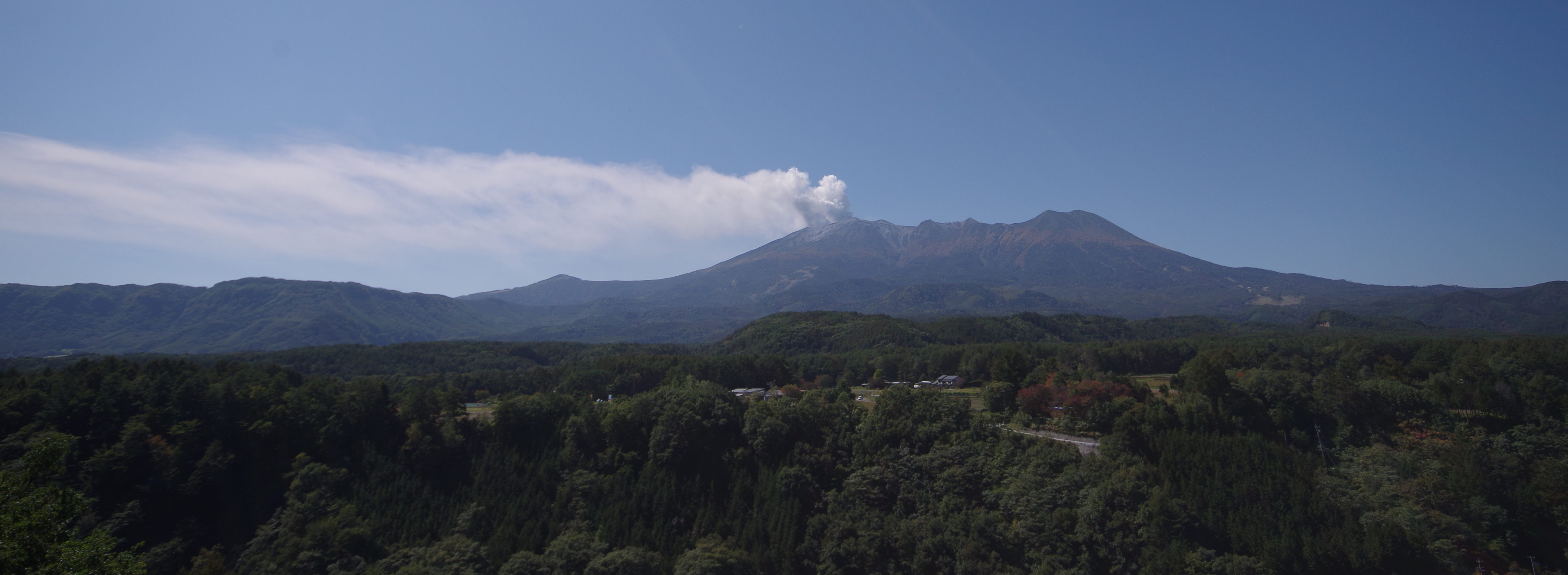
2014-9-28
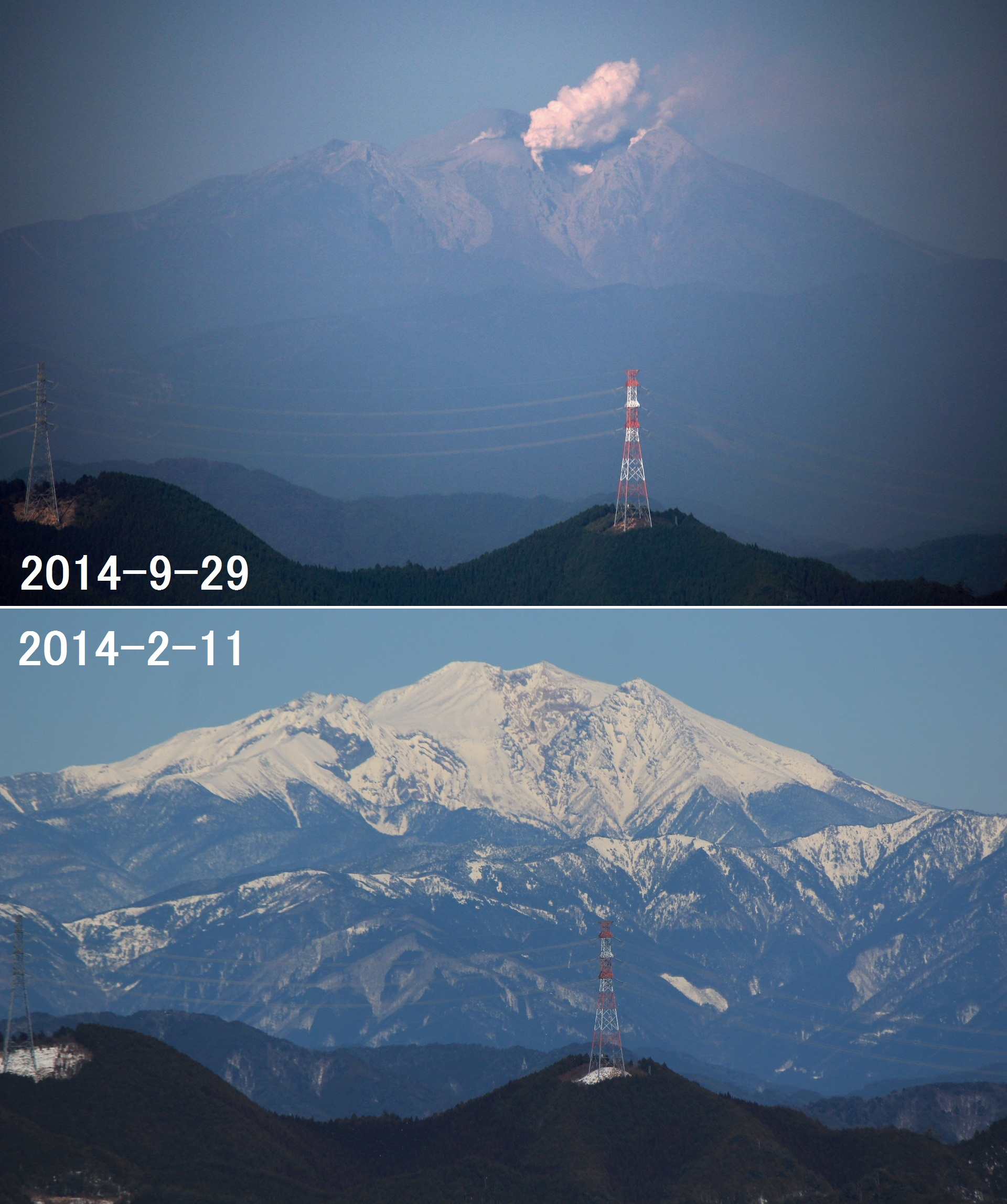
2014-9-29
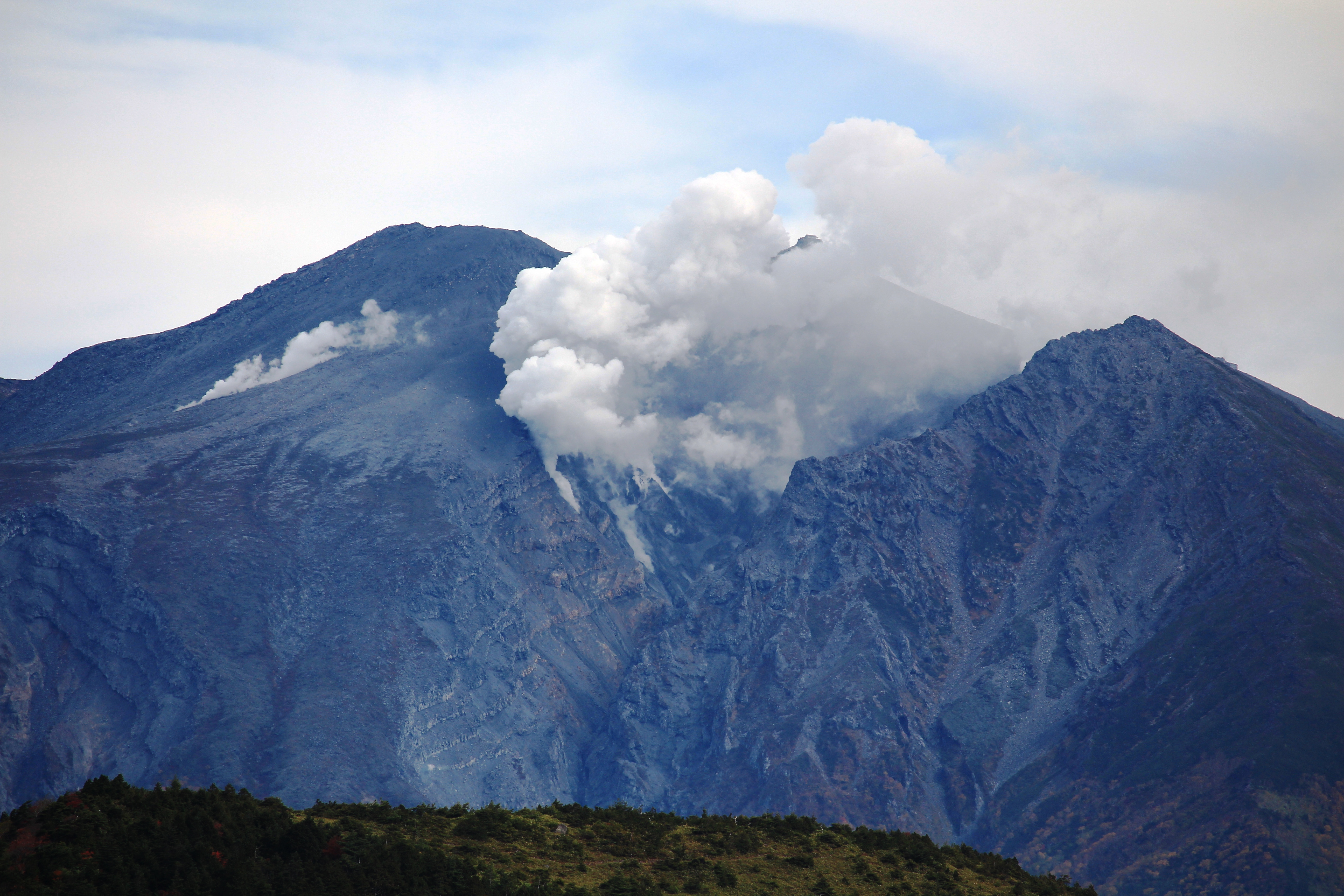
2014-10-4
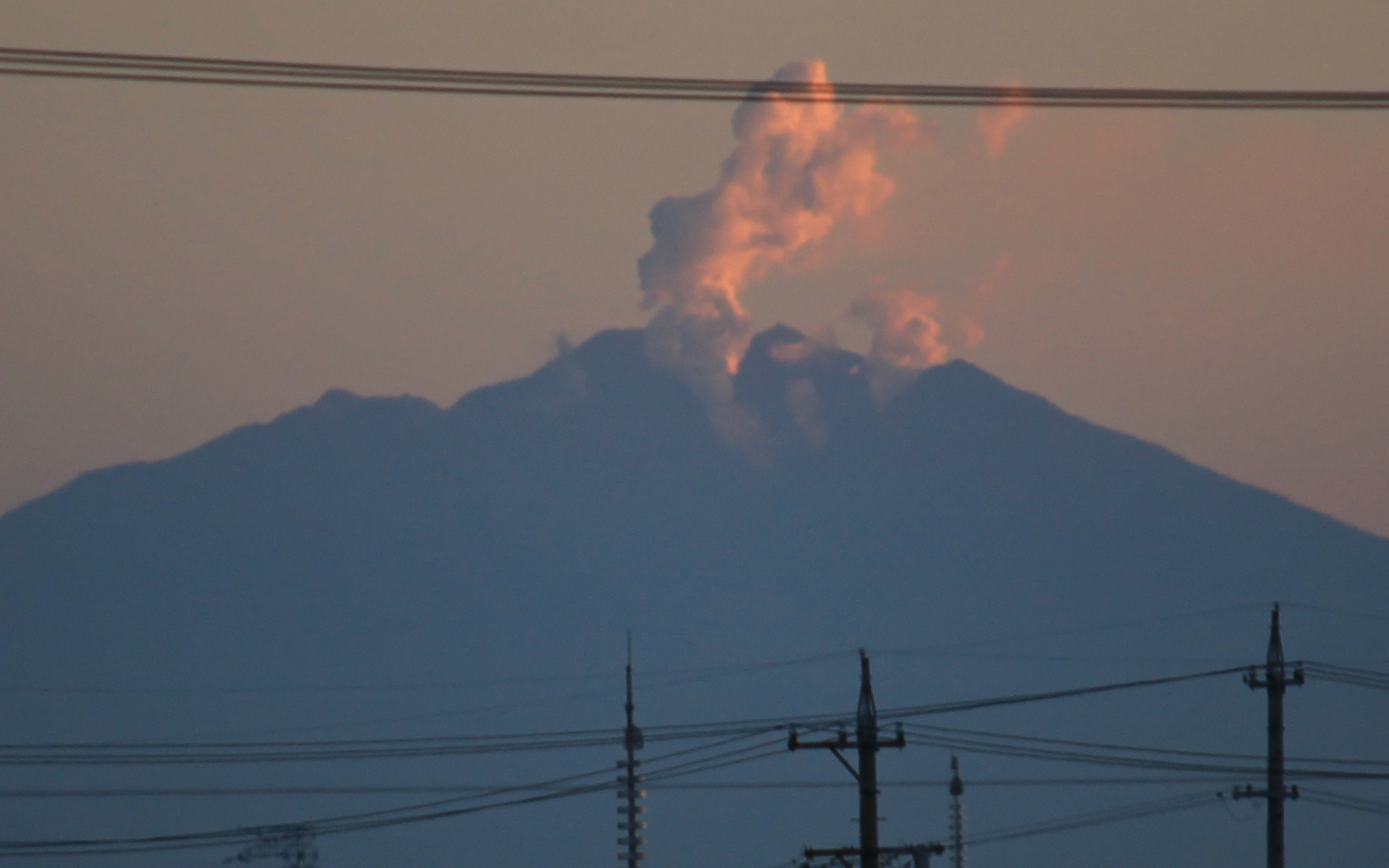
2014-10-7
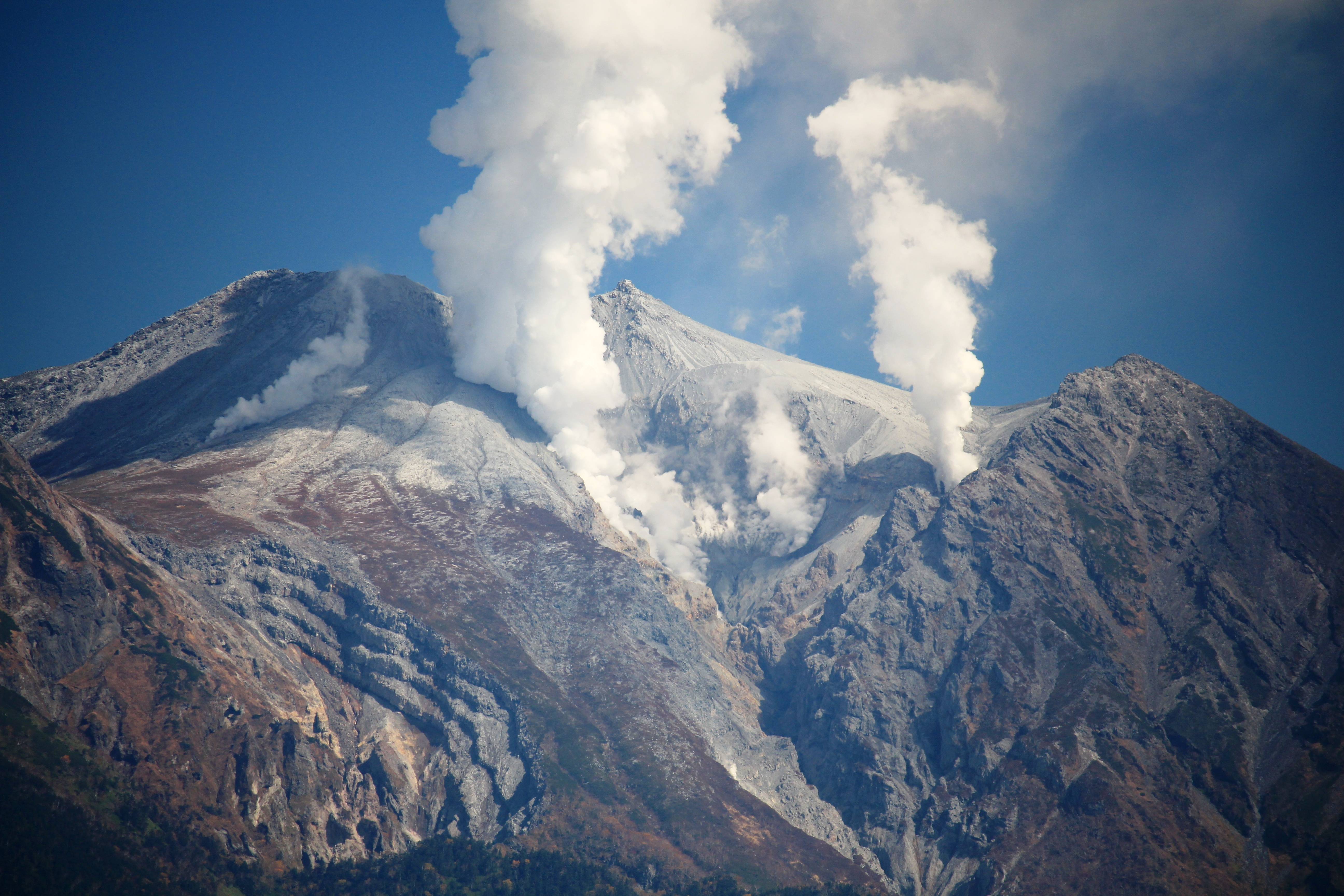
2014-10-11